# 촐라 제국
촐라 제국 또는 제정 촐라는 9세기 중반에 촐라 왕조의 치하에서 남인도를 통일했던 중세 인도의 해상 제국이다.
전성기 시절 남아시아, 동남아시아, 동아시아의 정치 세력 사이에서 촐라 제국이 가졌던 힘과 명성은 갠지스강으로의 원정, 수마트라섬의 스리위자야에 대한 해군 공격, 송나라에 대한 거듭된 사절단 파견 등을 통해 알 수 있다. 촐라 해군은 전근대 인도 해상 전력의 정점을 나타냈다. 1070년경 촐라 제국은 거의 모든 해외 영토를 잃기 시작했지만 후기 촐라(1070–1279)는 계속해서 남인도의 일부를 통치했다. 촐라 제국은 13세기 초 판디아 왕조의 부흥과 함께 쇠퇴했고, 이것이 궁극적으로 몰락의 원인이 되었다.
촐라 제국은 중앙집권적 정부 형태와 규율 있는 관료제를 확립했다. 타밀 문학에 대한 후원과 사원 건축에 대한 열정은 타밀 문학 및 건축의 위대한 작품들을 탄생시켰다. 촐라 황제들은 열렬한 건축가였으며 제국의 사원을 예배의 장소이자 경제 활동의 장으로 여겼다. 촐라 건축의 대표적인 예로는 1010년 라자라자 1세가 의뢰한 유네스코 세계문화유산인 탄자부르의 브리하디스와라 사원이 있다. 그들은 예술에 대한 후원으로도 잘 알려져 있다. 실전된 왁스 공정을 사용하여 만든 힌두교 신들의 촐라 청동 조각에 사용된 조각 기법의 개발은 당시에 선구적이었다. 촐라 제국의 예술 전통은 널리 퍼져 동남아시아의 건축과 예술에도 영향을 미쳤다.

## 역사

### 초기

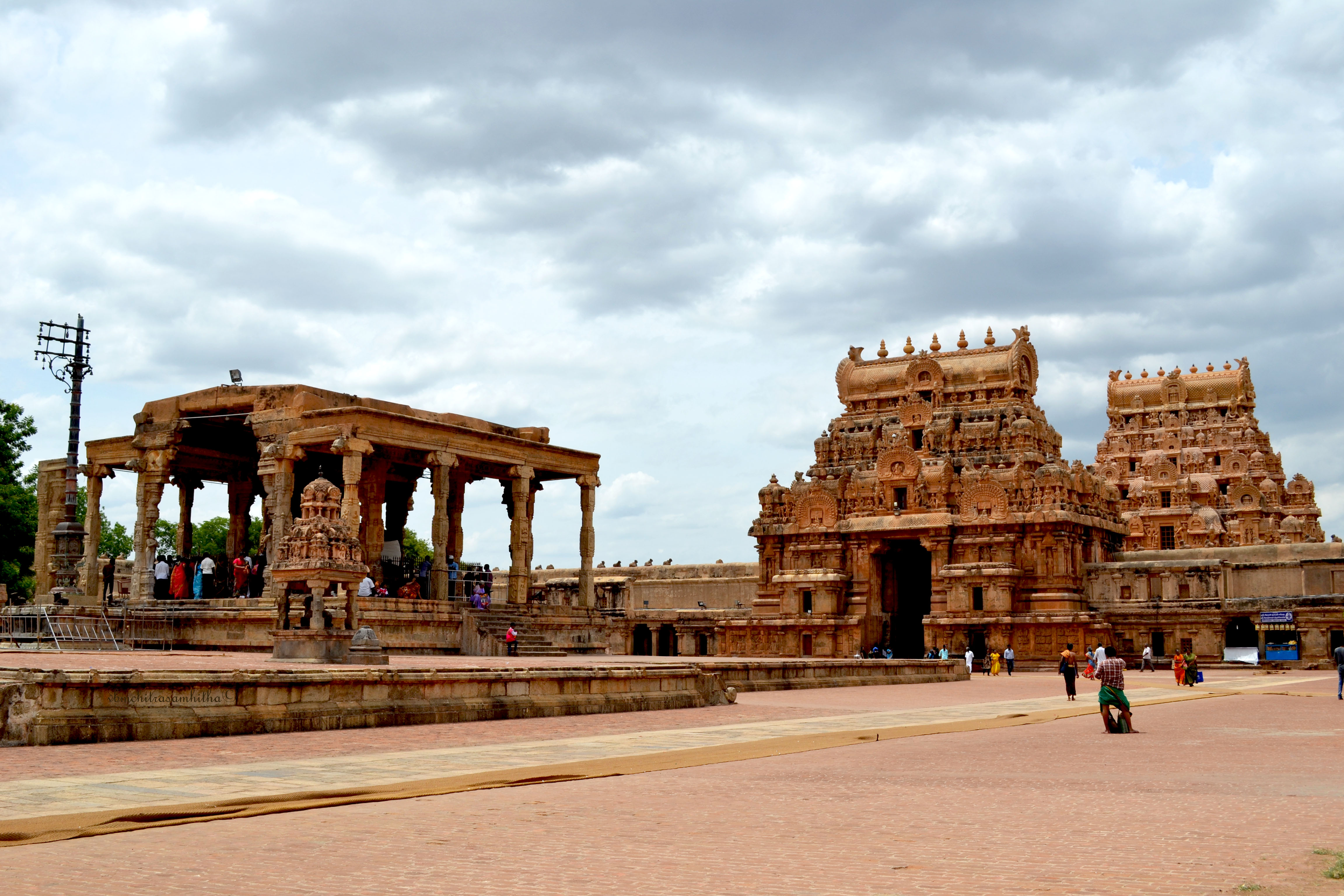
탄자부르

고대 촐라의 후손인 비자얄라야는 서기 848년에 촐라 제국을 세워 촐라 왕조를 부활시켰다. 비자얄라야는 850년에 판디아 제국과 팔라바 왕국 사이의 갈등을 기회로 무타라이야르 왕조로부터 탄자부르를 점령하고 중세 촐라 왕조의 제국적 노선을 확립했다. 탄자부르는 촐라 제국의 수도가 되었다.
885년 아디티야 1세 치하의 촐라 제국은 팔라바 제국과 함께 마두라이의 판디아 왕조를 격파하고 칸나다 지방의 상당 부분을 점령했으며 서강가 왕조와 혼인 관계를 맺었다. 이후 아디티야 1세가 팔라바 왕국을 멸망시키고 톤다이만달람을 점령했다. 925년 아디티야 1세의 아들 파란타카 1세는 스리랑카를 정복했으며, 파란타카 1세는 또한 발랄라 전투에서 라슈트라쿠타의 크리슈나 2세를 물리쳤다. 이후 파란타카 1세는 타크콜람 전투에서 라슈트라쿠타의 크리슈나 3세에게 패배했고 그의 아들인 라자디티야 촐라는 타크콜람 전투에서 라슈트라쿠타에게 톤다이만달람 지역을 빼앗겼다.
파란타카 2세의 치하에서 촐라는 다시 세력을 회복했다. 황태자 아디티야 카리칼란이 지휘하는 촐라군은 판디아를 무찌르고 톤다이만달람까지 영토를 확장했다. 아디티야 카리칼란은 정치적 음모로 암살당하자, 파란타카 2세 이후 웃타마 촐라가 촐라 황제가 되었고, 웃타마 촐라 이후 라자라자 1세가 즉위하였다.

### 전성기

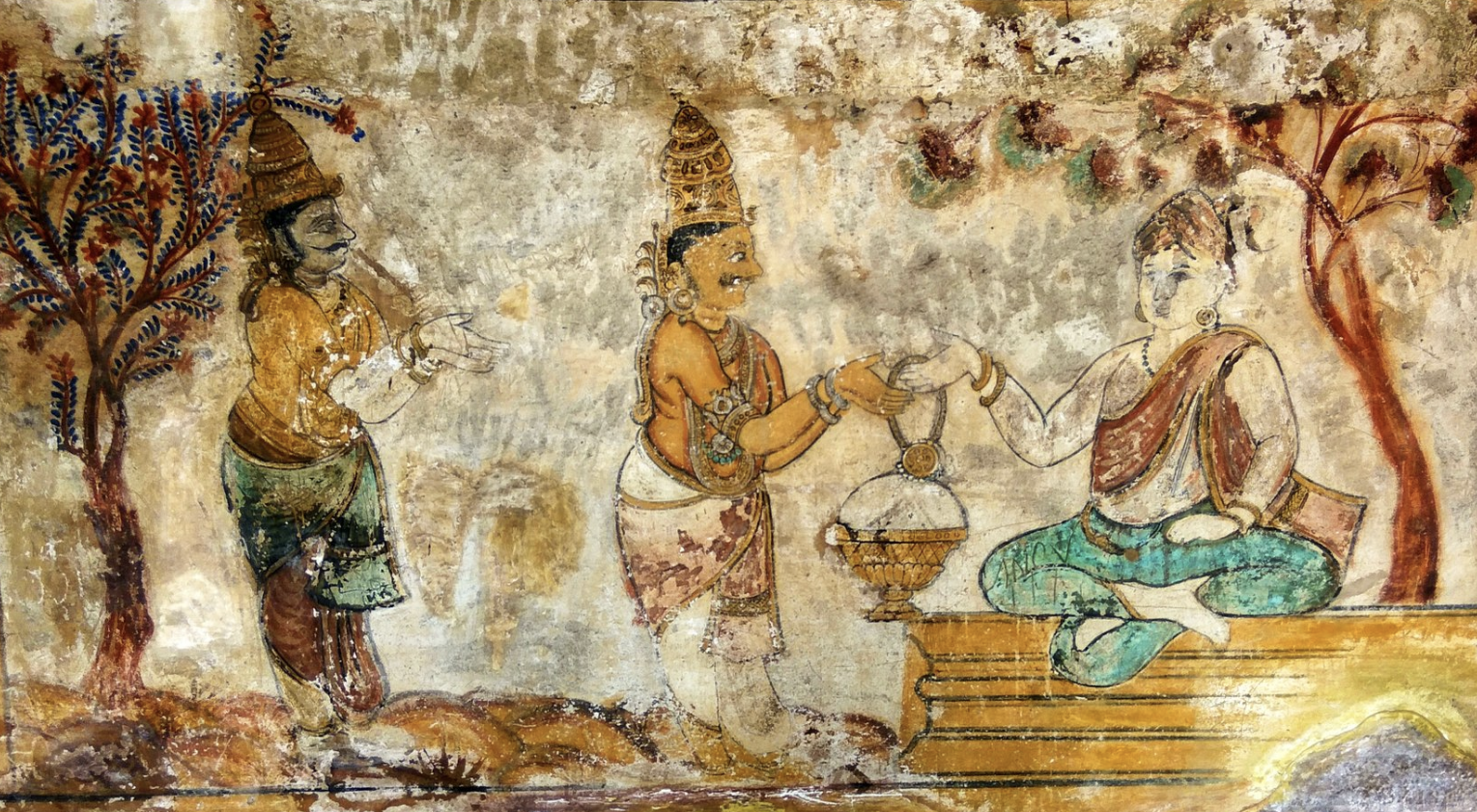
촐라 황자 아디티야 카리칼란과 아룰모지 바르만이 구루를 만나고 있다.

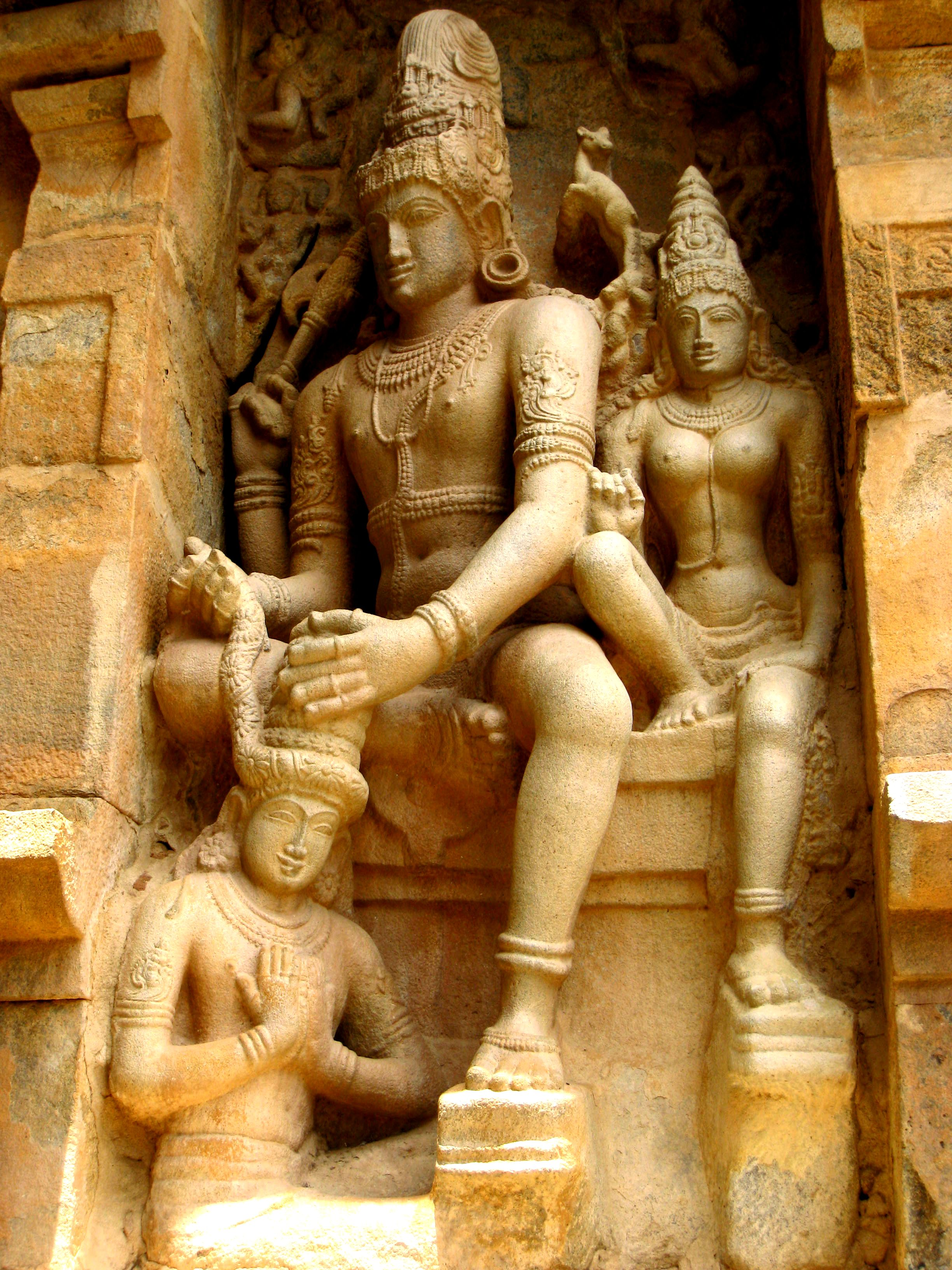
시바와 샤크티가 라젠드라 1세를 황제로 선포하는 장면을 묘사한 부조.

라자라자 1세와 라젠드라 1세 치세는 촐라 제국의 최전성기로서, 이 시기의 촐라 제국은 남쪽의 스리랑카섬과 몰디브 제도에서부터 북쪽의 고다바리-크리슈나강 유역, 바트칼의 콘칸 해안, 말라바르 해안(체라 국가). 동남아시아의 수마트라섬과 말레이반도까지 진출하였다. 라자라자 1세는 지칠 줄 모르는 정력을 지닌 통치자였으며 전쟁에서 보았던 것과 같은 열의로 통치 임무에 전념하였다. 그는 자신의 제국을 황실의 통제하에 촘촘한 행정망으로 통합함과 동시에 지방자치를 강화하였다. 그는 제국의 자원을 효과적으로 정리하기 위해 1000년에 토지 측량을 실시하였으며, 1010년에는 오늘날 남인도 지역의 대표적인 사원들 하나인 브리하디스와라 사원을 짓는 등 힌두교 지원에도 힘을 쏟았다. 또한 당시 아라비아 상인들의 주요 거점인 몰디브 제도를 공격해 정복하였으며, 스리랑카섬의 아누라다푸라 왕국을 정벌해 수도인 아누라다푸라를 파괴하는 등 정복 활동에도 힘을 쏟았다. 라자라자 1세는 이외에도 강에 댐 등의 시설 등을 건설하거나 무역 지원이나 광산 및 염전 시설들을 건설하는 등 촐라 제국의 내정에도 힘썼다.
1014년에 촐라 제국의 황제로 즉위한 라젠드라 1세는 1017년에 스리랑카섬의 아누라다푸라 왕국을 정복한 후 아누라다푸라 국왕 마힌다 5세를 생포하였다. 1019년부터 1024년까지는 북쪽의 오디샤를 정복하고 벵골 지역의 팔라 제국을 물리침으로써 갠지스강 유역까지 진출하였으며, 이를 기념하기 위하여 1025년 타밀나두 지역에 강가이콘다 촐라푸람이라는 도시를 건설한 후 촐라 제국의 새로운 수도로 삼았다. 이후 라젠드라 1세는 해군을 통해 동남아시아 지역에 진출하여 스리위자야 해군을 무찌르며 인도양 지역의 제해권을 장악하였으며, 이는 스리위자야의 쇠퇴를 야기했다. 당시 기록에 의하면 스리위자야의 수도인 팔렘방을 비롯해 탐브라링가, 케다 등 스리위자야 도시 14곳이 촐라 제국에 의해 점령되거나 약탈당했다고 한다. 라젠드라 1세의 원정은 말레이 사람들에게 큰 인상을 남겼으며, 그의 이름은 중세 말레이어 연대기 《세자라 멜라유》에도 기록되었다. 그는 또한 칸나다의 라슈트라쿠타, 찰루키아, 탈라크카드, 콜라르 등의 영토를 정복했다. 라젠드라의 영토에는 갠지스-후글리-다모다르 분지, 스리랑카와 몰디브가 포함되었으며, 동인도 해안을 따라 갠지스강까지 이르는 왕국들은 촐라 제국의 종주권을 인정하였다. 1016년, 1033년, 1077년에 3개의 촐라 외교 사절이 송나라에 파견되었다. 또한 비라라젠드라 촐라는 다양한 장소에서 벌어진 많은 전쟁에서 서찰루키아 제국의 소메슈바라 2세를 물리치고 비크라마디트야 6세와 동맹을 맺었으며, 11세기 후반에는 스리위자야의 영토인 케다를 정복하였다.

#### 해상 정복
라자라자 1세와 그의 후계자들인 라젠드라 1세, 비라라젠드라, 쿨로퉁가 1세의 치세 동안 촐라군은 말레이시아, 인도네시아, 태국 남부를 포함한 동남아시아 일부를 지배하던 스리위자야와 스리랑카 및 몰디브를 침공하였다. 11세기에 라자라자 1세는 여러 해전을 치루며 스리랑카, 몰디브 및 말라바르 해안을 함락하기 시작하였다. 1025년에 라젠드라 1세는 스리비자야 항구와 미얀마의 페구 왕국에 대한 해군 공습을 시작하였다. 촐라 비문에는 그가 팔렘방(Palembang), 탐브라링가(Tambralinga), 케다(Kedah)로 확인되는 14곳을 점령하거나 약탈했다고 나와 있다. 두번째 침공은 11세기 후반 말레이시아의 스리위자야 케다를 정복한 비라라젠드라가 이끌었다. 이 같은 촐라 제국의 침공은 스리위자야의 부를 약탈하려는 의도로 시작된 단기적인 침략이었기 때문에 궁극적으로 스리위자야에 대한 직접 지배를 확립하는데 실패하였으나, 이 침공으로 스리위자야의 패권이 심각하게 약화되며 지역 왕국들이 형성되기 시작하는 결과를 가져왔으며, 무역 측면으로는 전통적으로 말레이 무역상이 지배하던 스리위자야 영역을 타밀 무역상이 잠식하고 말레이 반도와 수마트라 북부 해안에서 타밀 길드의 영향력이 커지는 결과를 가져왔다.

#### 촐라-찰루키아 전쟁
라자라자 시대부터 촐라 제국은 서찰루키아와 일련의 갈등을 빚었다. 옛 찰루키아 왕조는 동서의 두 형제 왕조로 나뉘었다. 라자라자의 딸 쿤다바이는 벵기를 다스리던 동찰루키아 왕자 비말라디티야와 결혼했다. 서찰루키아인들은 벵기 왕국이 그들의 자연적인 영향권에 있다고 여겼다. 촐라 제국은 서찰루키아를 상대로 여러 번 승리했다. 두 제국은 퉁가바드라강을 국경선으로 삼았고 양국의 전쟁은 라자디라자 왕의 죽음을 초래했다.
라젠드라 이후 그의 아들들 중 세 명인 라자디라자 1세, 라젠드라 2세, 비라라젠드라가 연달아 촐라 제국을 통치했다. 벵기에 대한 촐라의 패권을 이전의 절대 국가로 회복하려는 열망을 품었던 라자디라자 1세(1042–1052)는 1044–1045년에 벵기로 원정군을 이끌었다. 그는 단나다에서 전투를 벌였고, 서찰루키아 군대와 비자야디티야 7세를 무질서하게 퇴각하게 만들었다. 라젠드라는 이후 서찰루키아 영토로 진입했고 칼야니와 벵기 사이의 국경에 있는 콜리파카 요새에 불을 질렀다.
이것은 이제 벵기를 확고하게 지배하고 있던 라자라자 나렌드라에게 안도를 가져다 주었는데, 라자디라자 1세는 찰루키아의 왕 소메슈바라 1세를 대신하여 만야케타에서 대관식을 거행하고 전장에서 도망친 패배한 왕으로부터 공물을 수집했다. 찰루키아인들이 비자야디티야 7세를 통해 계속해서 문제를 일으켰지만, 벵기는 여전히 촐라의 지배하에 있었다. 소메슈바라 1세는 다시 벵기를 공격했고, 그 후 1054년에 촐라를 공격했다.
라자디라자가 죽은 후, 라젠드라 2세는 전장에서 자신의 황관을 썼다. 그는 소메슈바라 1세의 통치하에 있던 찰루키아인들을 패배시키며 촐라 군대에 활기를 불어넣었다. 그의 왕비와 재산을 승리한 촐라 군대의 소유에 남겨둔 채, 찰루키아 왕은 다시 전장에서 도망쳤다. 촐라인들은 벵기와 칼링가에 대한 그들의 소유권을 강화했다. 비록 찰루키아인들과 가끔 작은 충돌이 있었지만, 찰루키아인들은 촐라 제국에 대한 충성을 공개적으로 공언했던 촐라와 벵기 제후들 모두에게 반복적으로 패배했다. 1061년 라자라자 나렌드라의 죽음 이후, 서찰루키아 왕조가 벵기에 대한 소유권을 강화할 수 있는 또 다른 기회가 생겼다. 비자야디티야 7세는 벵기를 점령했고 서찰루키아 왕조의 동의를 얻어 그 왕국에 영구적으로 군림했다. 한편, 촐라 공주 암망가이와 라자라자 나렌드라 사이에서 태어난 아들인 왕자 라젠드라 찰루키아는 촐라 하렘에서 길러졌다. 라젠드라 찰루키아는 라젠드라 2세의 딸인 마두란타키데비와 결혼했다. 라젠드라 2세는 그를 벵기 왕좌에 올려놓기 위해 그의 아들 라자마헨드라와 동생인 비라라젠드라를 보내 서찰루키아와 비자야디티야 7세에게 대항하였다. 촐라 군대는 강가바디를 상대로 행진했고, 찰루키아인들을 격퇴했다. 그 후 비라라라젠드라는 벵기를 상대로 행진했고, 비자야디티야 7세의 아들인 사크티바르만 2세를 죽였다.
이 와중에 1063년 라젠드라 2세가 죽었으며, 비라라젠드라는 강가이콘다 촐라푸람으로 돌아와 촐라 황제로 즉위했다. 비라라젠드라는 찰루키아 왕자 비크라마디티야 4세를 설득해 그의 사위가 되어 칼야니의 왕위를 스스로 차지하도록 설득함으로써 서찰루키아 왕국을 분열시켰다. 1070년 비라라젠드라가 죽자 그의 아들 아디라젠드라가 제위를 물려받았으나 몇 달 뒤 암살당하면서 비자얄라야 촐라 계통의 직계 후계자가 사라졌다.

### 후기

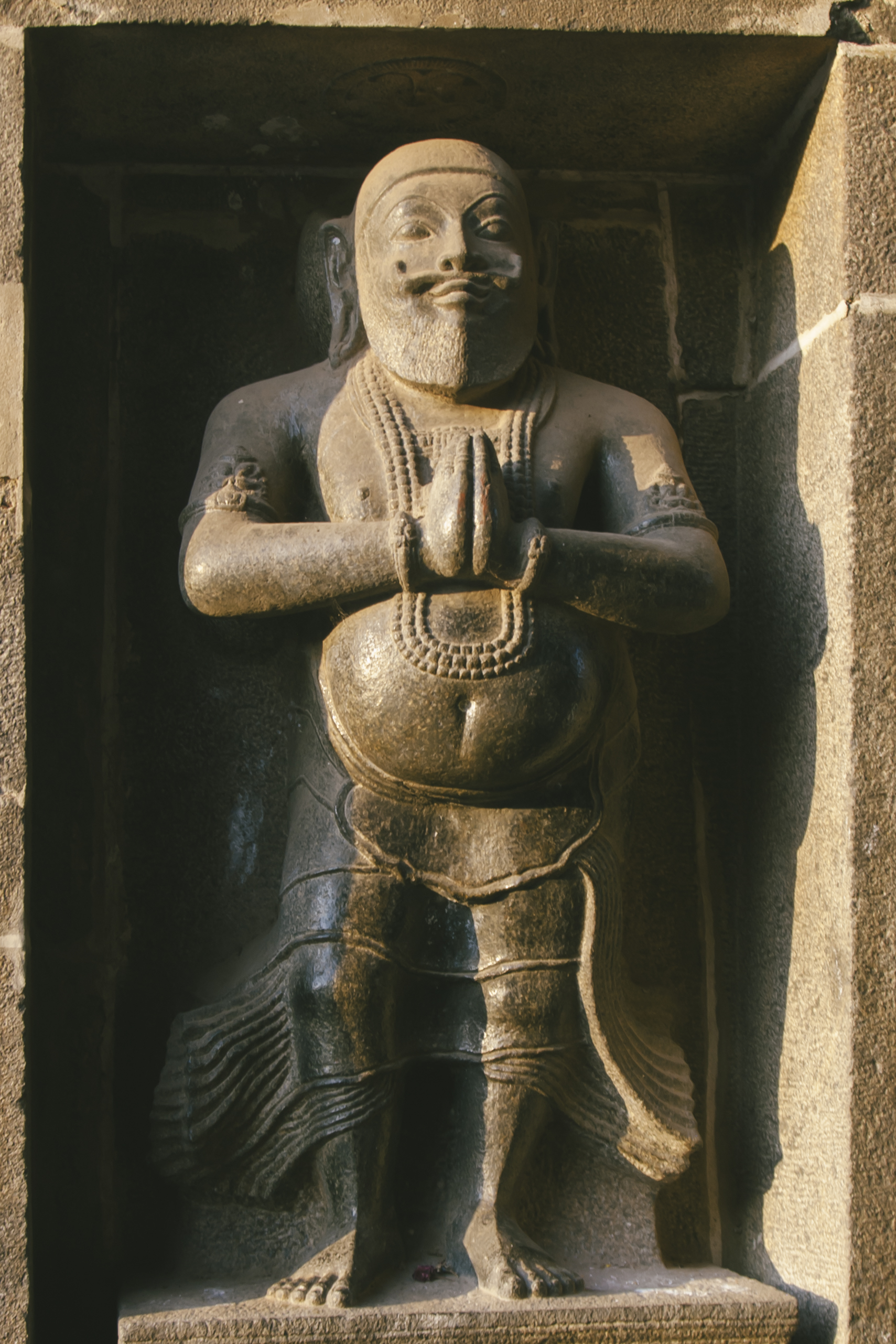
쿨로퉁가 1세의 조각상.

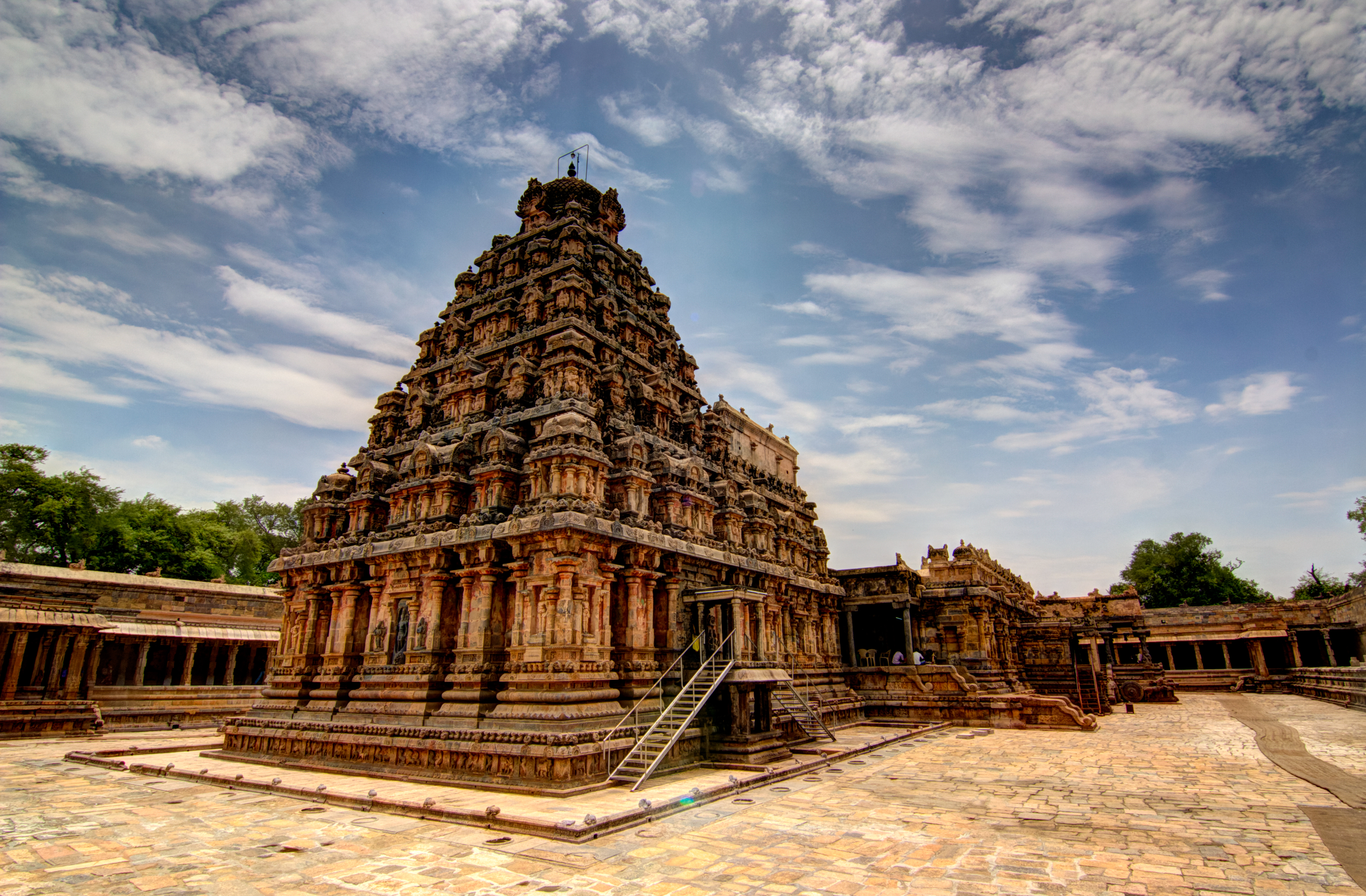
라자라자 2세에 의해 건설된 아이라바테스바라 사원.

동찰루키아와의 혼인 및 정치적 동맹은 라자라자가 벵기를 침공한 후 통치하는 동안에 시작되었다. 라자라자의 딸은 찰루키아 왕자 비말라디티야와 결혼하였고, 라젠드라의 딸 암만가 데비는 동찰루키아 왕자 라자라자 나렌드라와 결혼하였다. 이처럼 3대에 걸쳐, 동찰루키아의 왕족들은 촐라 황실과 결혼했고, 이들은 동찰루키아 왕조만큼이나 촐라 왕조에 대한 소속감을 느꼈다. 벵기의 찰루키아 왕자 라젠드라 찰루키아를 찬양하며 쓰여진 서사시인 칼링가투파라니에 따르면, 그는 "그의 어린 시절을 강가이콘다 촐라푸람에서 보냈고 촐라국의 왕자들과 사람들에게 친숙한 사랑을 받았다"고 한다. 비라라젠드라의 아들 아티라젠드라가 1070년 내란으로 암살되자 라젠드라 찰루키아는 쿨로퉁가 1세(1070–1122)로서 촐라 황제에 즉위하면서 후기 촐라 또는 찰루키아-촐라 시대를 시작하였다.
쿨로퉁가 1세는 그의 삼촌 비자야디티야 7세와 화해하고, 벵기를 평생 통치할 수 있도록 허락했다. 1075년 비자야디티야가 죽으면서 동찰루키아 왕조는 끝났고, 벵기는 촐라 제국의 속주가 되었다. 쿨로퉁가 1세는 아들들을 자신의 대리인으로 보내 통해 속주를 통치했다. 쿨로퉁가 1세와 비크라마디티야 6세 사이에 오랜 싸움이 벌어졌다. 쿨로퉁가의 긴 통치 기간은 불필요한 전쟁을 피하고 신하들의 존경을 받는 비할 데 없는 성공과 번영으로 특징지어졌다. 쿨로퉁가의 성공은 이후 100년 동안 제국의 안녕을 가져왔지만, 쿨로퉁가는 스리랑카 섬의 영토를 잃고 판디아 영토를 상실하기 시작했다.
후기 촐라 왕조는 쿨로퉁가 1세, 그의 아들 비크라마 촐라, 그리고 라자라자 2세, 라자디라자 2세, 그리고 칼링가, 일람, 그리고 카타하를 정복한 쿨로퉁가 3세와 같은 유능한 통치자들이 주도하였다. 쿨로퉁가 1세와 비크라마 촐란과 같은 후기 촐라 황제 치하에서도 벌어지던 찰루키아와의 전쟁은 주로 카르나타카의 찰루키아 영토나 벵기, 카킨나다, 아난타푸르, 구티와 같은 텔루구 지역에서 벌어졌으며, 그 후 이전의 호이살라, 세부나, 카카티야와 같은 봉신국들을 꾸준히 세력을 확장하며 마침내 찰루키아를 대체하였다. 비슈누바르바나 지배하의 호이살라에 의한 북부 중앙 카르나타카에 있는 다르와르 점령과 함께, 1149년경 호이살라의 수도인 드와라사무드라를 관리하는 아들 나라심하 1세와 함께 1150년에서 1151년경까지 35년 넘게 찰루키아의 수도를 점거한 칼라추리의 대두와 함께 찰루키아 왕국은 이미 해체되기 시작하였다. 쿨로퉁가 3세 지배하의 촐라는 촐라 황제의 사위인 비라 발랄라 2세가 지배하던 호이살라를 지원하며 찰루키아의 해체를 가져오는데 협력하였으며, 1185년부터 1190년까지 소메슈바라 4세와의 일련의 전쟁에서 승리하며 서찰루키아를 물리쳤다. 마지막 찰루키아 왕의 영토에는 찰루키아의 이전 수도인 바다미, 만야케타 또는 칼야니도 포함되지 않았으며, 이로써 1135-1140년 이후로 이름으로만 존재했던 찰루키아가 최종적으로 해체되었다.
한편, 1150년에서 1280년 사이의 기간 동안 촐라의 가장 강력한 적대자는 전통적인 영토에서 독립을 쟁취하려는 판디아 제후였다. 이 기간 동안 촐라와 판디아 사이의 끊임없는 전쟁이 있었다. 촐라는 칼링가의 동강가와 정규전을 치렀고, 촐라의 지배에서 거의 독립적인 세력으로 남아 있던 벵기를 보호하였으며, 또한 자신의 봉신국들인 텔루구 촐라, 벨라난티 촐라, 레난두 촐라 등과 함께 동부 해안을 지배하였다. 또한 항상 촐라의 랑카 점령을 전복하려고 시도한 싱할라인들과도 지속적으로 싸웠지만 이후 촐라 황제 쿨로퉁가 1세 시대까지 촐라는 랑카에 대한 확고한 통제권을 쥐고 있었다. 이후 촐라 황제인 라자디라자 2세는 그들의 전통적인 친구인 랑카의 왕의 도움을 받은 5명의 판디아 제후 연합을 제압할 만큼 충분히 강했다. 쿨로퉁가 3세는 랑카 및 마두라이의 반란과 소란을 진압하여 촐라의 지배를 강화하고 카루부르에서 비라 발랄라 2세 휘하의 호이살라 장군을 물리쳤으며, 타밀 국가, 동부 강가바디, 드라크샤라마, 벵기 및 칼링가의 전통적인 영토를 유지하였다. 그 후, 그는 비라 발랄라 2세와 촐라 공주를 혼인시켜 혼인 관계를 맺음으로써 호이살라와의 우호 관계를 개선시켰다.
그러나 1218년 라자라자 2세부터 마지막 황제 라젠드라 3세까지의 후기 촐라의 지배는 850-1215년 사이의 황제들만큼 강력하지 않았다. 라자라자 2세(1146~1175년) 치하의 촐라 제국은 850~1150년만큼 강력하지는 않았지만 여전히 영토를 거의 상실하지 않은 상태였으며, 1215년 쿨로퉁가 3세가 통치할 때까지 촐라 행정과 영토 보전은 1215년까지 안정적이었고 매우 번영하였지만, 그의 치세에 해당하는 1215~16년에 마라바르만 순다라 2세에게 패배한 후 촐라 세력의 쇠퇴가 시작되었으며, 그 후 싱할라 세력이 부활하며 랑카섬에 대한 통제권도 상실한 촐라는 랑카섬에서 쫓겨났다.

#### 쇠퇴

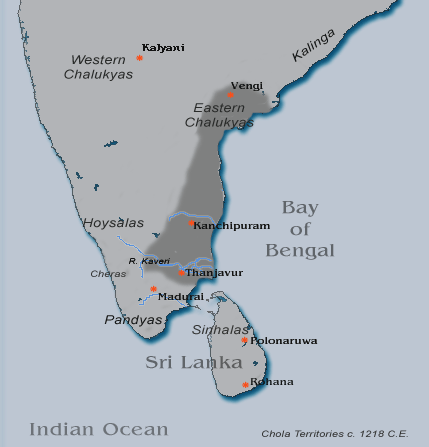
쿨로퉁가 3세 치하의 촐라 영토.

라자라자 3세 이후 그의 후계자인 라젠드라 3세 치하의 촐라는 상당히 약했기 때문에 지속적인 문제를 겪었다. 한 봉건 카다바 족장인 코페룬칭가 1세는 한때 라자라자 3세를 인질로 잡기까지 하였다. 12세기 말에 찰루키아가 쇠퇴하고 호이살라의 영향력이 커짐에 따라 칸나다국의 주역으로 자리를 잡았지만, 그들 역시 찰루키아의 수도를 점령하고 있던 세우나족과 칼라추리족 등 새로운 라이벌의 출현이라는 끊임없는 문제에 직면하였다. 그러자 호이살라는 촐라 군주와 결혼 관계를 맺은 호이살라 비라 발랄라 2세를 물리쳤던 쿨로퉁가 3세 시대부터 촐라와 우호적인 관계를 유지하는 것이 편리하다는 것을 알았으며, 이 우호 관계는 쿨로퉁가 촐라 3세의 아들이자 후계자인 라자라자 3세 시대까지 지속되었다.
호이살라는 이 기간 동안 타밀 국가의 정치에서 분열을 조장하는 역할을 하였다. 그들은 타밀 왕국 간의 단결 부족을 철저히 이용하고 한 타밀 왕국을 다른 왕국과 교대로 지원함으로써 촐라와 판디아가 모두 잠재력을 최대한 발휘하지 못하게 하였다. 라자라자 3세 치세 동안 촐라 편을 들던 호이살라는 카다바 족장 코페루징가와 판디아를 물리쳤고 타밀 국가에 존재감을 확립하였다. 라자라자 3세의 뒤를 이은 라젠드라 3세는 촐라의 부를 되살리기 위해 과감한 조치를 취한 훨씬 더 나은 통치자였다. 그는 멀리 쿠다파까지 발견된 그의 비문에 의해 입증된 바와 같이 북쪽으로 성공적인 원정을 이끌었다. 그는 또한 마라바르만 순다라 2세를 포함한 두 명의 판디아 왕자를 물리치고 판디아를 촐라의 지배에 잠시 복종시켰다. 비라 소메슈와라 지배하의 호이살라는 이번에는 촐라의 부활을 막기 위해 판디아의 편으로 재빠르게 개입하며 촐라를 격퇴하였다. 남부의 판디아는 강대국으로 올라갔고 결국 호이살라를 말라나두나 칸나다 국가에서 추방했는데, 이들은 촐라의 동맹이던 타밀족 국가였으며 촐라 자체의 멸망은 궁극적으로 판디아에 의해 야기되었다. 판디아는 마라바르만 순다라 2세와 그의 유능한 후계자들에 의해 처음으로 타밀 국가와 스리랑카, 남부 체라 국가, 텔루구 국가의 영토를 꾸준히 장악하였다. 자타바르만 순다라 1세는 라자라자 3세 지배하의 촐라와 소메슈와라 지배하의 호이살라 연합군에 여러 차례 패배를 가했으며, 이는 소메슈와라의 아들 라마나타 이전까지 지속되었다. 1215년부터 판디아는 점차 타밀 지방의 주요 세력이 되어 마두라이-라메스와람-일람 남부 체라 지방과 칸야쿠마리 벨트에서 입지를 공고히 했고, 딘디굴, 티루치, 카루르, 사티야만갈람 사이의 카베리 벨트, 탄자부르, 마유람, 치담바람, 프리드다찰람, 칸치 등 카베리 삼각주에서 꾸준히 영토를 확장해 나갔다. 판디아는 1250년까지 아콧, 티루말라이, 넬로르, 비사야와다이, 벵기, 칼링감으로 진출했다.
판디아는 꾸준하게 호이살라와 촐라를 모두 패주시켰으며, 자타바르만 순다라 1세는 칸나누르 쿠팜에서 호이살라를 물리치고 그곳을 탈취하였다. 라젠드라의 치세 말기에 판디아 제국은 번영의 절정에 있었고 외국인 관찰자들의 눈에는 촐라 제국의 자리를 차지한 것처럼 보였다. 라젠드라 3세의 마지막 기록 연대는 1279년이다. 라젠드라의 뒤를 이어 다른 촐라 황자가 곧바로 계승했다는 증거는 없다. 호이살라가 마라바르만 쿨라세카라 1세에 의해 1279년경 칸나누르 쿠팜에서 패주하고 같은 전쟁에서 마지막 촐라 황제 라젠드라 3세가 패주하며 촐라 제국은 완전히 멸망했고 촐라 왕조는 13세기 말 비자야나가라 제국 시대까지 무명으로 가라앉았다.
16세기 초, 탄자부르의 왕 비라세하라 촐라가 무명에서 일어나 남쪽의 판디아 제후의 영지를 약탈했다. 비자야나가라 제국의 보호를 받고 있던 판디아 왕은 황제에게 호소했고, 그에 따라 라야는 남쪽에 주둔하고 있던 자신의 대리인(카랴카르타) 나가마 나야카에게 촐라를 쳐부수라고 명령했다. 그러자 나가마 나야카가 촐라를 물리쳤지만 한때 충성스러웠던 크리슈나 데바 라야의 장교는 황제를 무시하고 마두라이를 지키기로 결심했다. 크리슈나 데바 라야는 아버지를 물리치고 마두라이를 비자야나가라의 통치로 회복시킨 나가마의 아들 비슈와나타를 파견했다고 전해진다. 촐라의 마지막 혈통인 비라세하라 촐라의 운명은 알려지지 않았다. 그는 비자야나가라군과 교전 도중에 전사했거나 상속인들과 함께 처형되었을 것으로 추측된다.
인도가 아닌 다른 곳에서는 촐라 왕조가 살아남았다. 세부아노 구전 전설에 따르면 촐라 왕조의 반군 분파가 16세기까지 필리핀에서 계속 생존했으며, 세부섬에 정착한 라자무다 스리(Rajamuda Sri)에 의해 세부 라자국이라고 불리는 인도화된 말라야-타밀계 지역 왕국이 건국되기도 하였다. 스리 루메이는 타밀족과 말레이족의 혼혈로, 이전에 촐라가 점령한 스리위자야에서 태어났다. 마하라자의 명령으로 원정군의 기지를 건설하기 위해서 세부 섬으로 파견된 루메이는 반란을 일으켜 자신의 독립 라자국을 건국하였으며, 인도화된 이 왕국은 스페인인과 라티노계 군인들과 함께 멕시코에서 필리핀으로 항해해 온 콩키스타도르 미겔 로페스 데 레가스피에 의해 정복당할 때까지 번성하였다.

## 행정

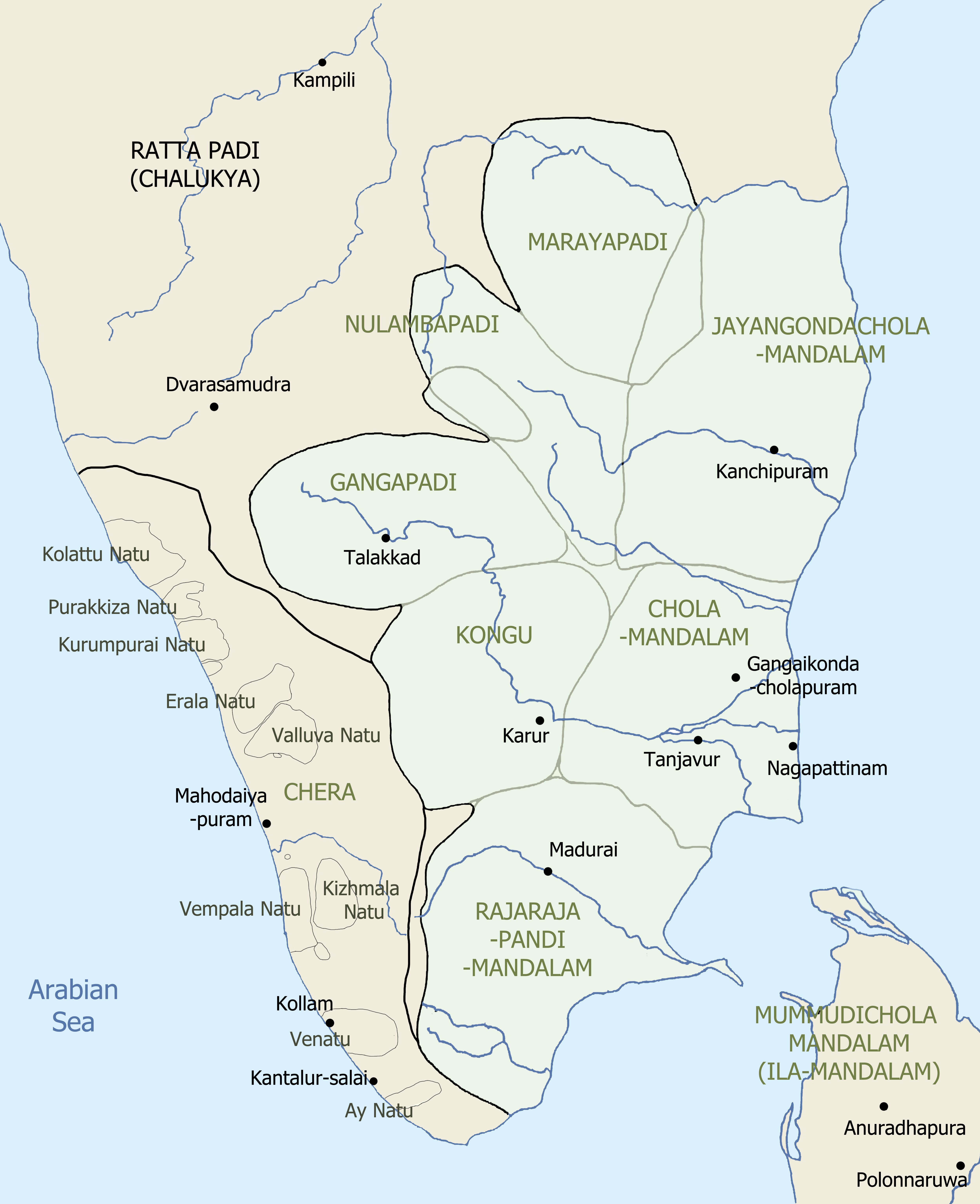
12세기초 촐라 제국의 만달람

촐라의 행정 시스템은 고도로 조직적이고 효율적인 체계였다. 황제는 행정의 중심축이었고 모든 권한과 결정은 황제가 임명한 벨리르들에 의해 처리되었다. 현장에서의 업무는 존경받는 장관들과 관련된 암발라카라르(지역 추장 또는 판차야트 지도자)에 의해 처리되었다.
촐라 관료집단은 동시대 관료집단과 크게 다르지 않았지만 고도로 조직화된 성격을 갖추었다는 차별점을 지녔으며, 중앙 통제와 지방 분권 사이의 신중한 균형이 유지되었고 지방 정부에 대한 불간섭은 신성불가침이었다.
촐라의 정부 체제는 전제군주제로, 촐라의 군주는 "삼계의 황제"(트리부바나차크라바르티갈)로 불렸으며, 절대적인 지위를 누렸다. 정부에서 그의 역할은 그에게 진술이 있을 때 책임 있는 장교들에게 구두 명령을 내리는 것이었다. 그러한 명령들은 비문에 매우 상세하게 기록되어 있는데, 보통 사원의 벽에 있으며, 특별한 유형의 관리인 티루만디라 올라이 나야감은 구두 명령을 즉시 종려나무 잎 사본에 기록했다. 촐라 중앙 정부의 각 부처 이름이 비문에서 발견되기는 하지만, 중앙 정부와 관련된 장관 또는 기타 관리에 대한 위원회의 존재에 대한 확실한 증거는 없다. 강력한 관료집단이 황제의 행정 업무와 명령을 집행하는 것을 도왔으며, 현대적 의미의 입법부나 입법 제도가 없기 때문에 군주의 명령의 공정성은 사람의 선함과 법에 대한 믿음, 즉 공정함과 정의감에 달려 있었다. 촐라 황제는 사원을 짓고 막대한 부를 부여했다. 사원은 예배 장소일 뿐만 아니라 경제 활동의 중심지 역할을 하여 지역 사회 전체에 혜택을 주었다. 제국 전역의 마을 생산물 중 일부는 정착지에 대한 대출로 축적된 부의 일부를 재투자하는 사원에 주어졌다. 촐라 제국의 행정 구역은 8개의 만달람(주)으로 세분화되었는데, 만달람은 발라나두(군), 발라나두는 코람(현) 등으로 세분화되었고, 코람은 행정의 가장 작은 단위인 몇 개의 촌락으로 세분화되었다.
라자라자 1세 이전까지 촐라 영토 상당수는 촐라 통치자와 느슨한 동맹을 맺은 세습 영주와 지역 제후에 의해 통치되었다. 그 후, 1133년 비크라마 촐라 치세에 이르러 촐라의 권력이 절정에 달했을 때까지, 이 세습 영주들과 지역 제후들은 사실상 촐라 기록에서 사라졌고 교체되거나 종속적인 관리로 바뀌었다. 이 종속 관료들을 통해 행정부가 개선되었고 촐라 황제들은 제국의 여러 지역을 더 세밀하게 통제할 수 있었다. 특히 라자라자 1세 이후 행정 구조가 확대되었다. 당시 정부에는 계정 유지에 주로 관심이 있는 여러 계층으로 구성된 대규모 토지 수입 부서가 있었으며, 세입의 평가와 징수는 우르, 나두, 사바, 나가람과 같은 단체와 때때로 세입을 센터에 전달하는 지역 추장에 의해 수행되었다. 라자라자 1세의 통치 기간 동안 국가는 대규모 토지 조사 및 평가 프로젝트를 시작했으며 제국을 발라나두로 알려진 행정 단위로 재편성했다.
황제의 명령은 집행관이 먼저 지방 당국에 전달했으며, 그 후 거래 기록이 작성되고 지역 유력자나 정부 관리인 여러 증인이 이를 증명했다.
촌락에서는 행정·물 관리·사법 등 마을에 필요한 위원회를 마련한 후, 각 위원회 운영에 참여할 만한 식견을 갖춘 사람의 이름을 나뭇잎에 적어서 어린아이가 제비뽑기를 하는 방식으로 운영 위원을 선출하였으며 촐라 제국의 이 같은 자치 제도는 마을 고유의 행정과 문화가 유지되는데 중요한 역할을 했다.

## 사법
사법은 주로 마을 수준에서 사소한 분쟁이 해결된 촐라 제국의 지역 문제였다. 경미한 범죄에 대한 처벌은 벌금형이나 범죄자가 자선 기금에 기부하도록 지시하는 형태였으며, 살인이나 살인과 같은 범죄에도 벌금이 부과되었다. 반역과 같은 국가의 범죄는 군주가 직접 듣고 결정했으며 그러한 경우 전형적인 처벌은 처형 또는 재산 몰수였다. 백성들은 이런 상황에서 무슨 일이 있어도 군주의 말에 동의해야 했다.
촌락회의는 지역분쟁을 결정하는데 큰 권한을 행사했다. 나아야타르라는 작은 위원회는 자발적 마을 위원회의 관할권에 속하지 않는 문제를 들었다. 대부분의 경우 형벌은 성전이나 기타 기관에 기부하는 형태였다. 유죄 판결을 받은 사람은 다르마아사나라는 곳에서 벌금을 납부한다. 사법 절차나 법원 기록에 대한 정보는 많지 않다.
우선 민형사상 구분이 없었다. 때로는 민사 분쟁이 시간이 해결될 때까지 지연되도록 허용되었다. 절도, 간음, 위조와 같은 범죄는 심각한 범죄로 간주되었다. 대부분의 경우 형벌은 사찰에 영구등을 두어야 하는 죄인의 순서로 이루어졌다. 살인도 벌금형에 처했는데, 한번은 한 남자가 군대 지휘관을 찌르자 라젠드라 2세는 범인에게 이웃 사원의 등불을 위해 96마리의 양을 기부하도록 명령했다.
1급 살인의 경우에도 사형은 드물었으며, 지금까지 사용 가능한 모든 기록에서 단 한 번의 사형 집행 사례만 발견되었다.

## 군사
중세 시대 라자라자 1세 황제에 의해 시작되어 10세기부터 13세기까지 남인도와 스리랑카의 일부를 통치했던 촐라 제국은 그들의 광대한 제국에서 영토를 확장하고 유지하기 위해 육군과 해군에게 의존하였으며, 촐라 군주가 촐라군을 총체적으로 지도하였다.
촐라의 군대 모집 방법이나 군대의 영구 병력 수에 대한 기록은 없다. 다만 봉건 시대에 전사와 군인의 자녀는 기사도 정신과 타밀 무술 전통에 따라 쉽게 군대에 합류하였는데, 그들은 매우 강한 무술 전통을 가진 매우 의욕적이고 전문적으로 훈련된 세력이었으며, 일부 연대는 분명히 군 관습과 자신의 역사를 가지고 있었고 그러한 연대의 구성원은 높은 수준의 훈련, 자부심 및 자존심을 분명히 보여주었다. 상감 시대 타밀어에 카다감이라고 불리는 군주가 있다는 것은 정기적인 훈련과 군사 관행이 타밀 무술 전통의 일부로 시행되었음을 보여준다. 팔라얌 시스템은 전사, 농부, 장인 및 상인의 봉건적 계급 구조를 기반으로 하며 구성 계급의 카스트 지위 간의 구별이 엄격하게 시행되었는데, 이들의 군사적 능력에 의해 시스템이 유지되었기 때문에 타밀 전사들은 이 사회를 상징하기 위해 일상 생활에서 칼을 사용하였다.

### 육군
촐라 제국 시기 라자라자 1세는 강력한 상비군과 상당한 해군을 창설하였으며, 그의 아들 라젠드라 1세 아래 더 큰 성공을 거두었다. 촐라 제국의 육군은 기병대, 전투 코끼리 군단, 보병 사단으로 구성되어 있었으며, 평상시에는 전국 곳곳에 설치된 군사 시설인 코다감에 주둔하였다. 하우더를 얹은 전투 코끼리는 촐라 육군에서 중요한 역할을 했으며 전투 코끼리에 탄 병사들은 장거리에서 화살을 쏘고 근거리에서 창으로 싸우는 역할을 하였다. 고대 힌두 문학에서 발견된 전통적인 전차 군단의 증거는 없으며, 오히려 궁병(빌라리갈)과 같은 다른 병과들이 있었다.

최전성기의 촐라군은 총 200만의 병사를 지니고 있었다. 중국 송나라의 지리학자 조여괄은 1225년경에 쓴 글에서 촐라군에 대해 다음과 같이 설명하였다.
이 국가는 인도 서부 왕국과 전쟁 중이다. 정부는 높이가 7~8 피트인 6만 마리의 코끼리를 소유하고 있다. 이 코끼리와 싸울 때 이 코끼리는 집을 등지고, 이 집은 원거리에서 화살을 쏘고 가까운 곳에서 창으로 싸우는 병사들로 가득 차 있다.
촐라 제국은 도시를 보호하기 위해 몇 개의 궁전과 요새를 지었는데, 요새는 주로 벽돌로 만들어졌지만 돌, 나무 및 진흙과 같은 다른 재료도 사용되었으며, 고대 타밀어 문헌인 "실라파디카람"에 따르면, 돌을 던지는 투석기, 끓는 물 또는 녹은 납의 가마솥, 고리, 사슬 및 함정으로 요새를 방어했다고 한다.
촐라 군인들은 강철로 만든 칼, 활, 투창, 창 및 방패와 같은 무기를 사용했으며, 특히 남인도는 다마스쿠스 강으로도 알려진 "우츠 강"의 주요 원산지 중 하나였기 때문에 "우츠 강"으로 만든 철제 무기 또한 사용되었다. 촐라 군대는 다양한 카스트 출신의 사람들로 구성되었지만 카이콜라르와 벨라라르 카스트 출신의 전사들이 중요한 역할을 하였으며, 촐라 황제를 호위하는 근위대인 "벨라이카라파다이갈"도 촐라 군대의 주요 구성원 중 하나였다.

### 해군
촐라 함대는 고대 인도 해군력의 절정을 상징한다. 전성기 촐라 해군은 대양해군으로서의 자질과 100만의 병력을 보유한 아시아 최대의 해군이었다. 촐라를 포함한 모든 타밀 왕국들은 무기고에 일종의 해군을 지녔으며, 촐라는 고대 전통을 이어가고 해군력을 키우는데 많은 관심을 기울였다. 촐라 해군은 촐라 제국의 해군과 다른 여러 해군 군기로 구성되었는데, 초기에는 무역선 기반의 선박을 전함으로 사용하였지만 후기부터는 전투용으로 제작한 선박을 전함으로 사용하였으며, 정규 해군(카팔-파다이)외에도 해상 전투에 투입되도록 편제된 보조부대가 존재하였다. 전성기 촐라 해군은 대양해군으로서의 자질과 100만의 병력을 보유한 아시아 최대의 해군이었다.
중세 촐라 시기에 해당하는 9~11세기 동안 촐라 해군의 규모는 점차 커지고 지위 또한 높아지면서 촐라 해군은 당시 아시아 전역에서 강력한 해양 및 외교 부대로 성장하였고 해상 무역로 또한 아라비아에서 중국으로 확장되었다. 파란타카 1세 치세에도 스리랑카의 수많은 침략에 상당한 해군이 관여했다는 증거가 존재한다. 라자라자 1세와 그의 아들 라젠드라 1세의 치세 동안 촐라 해군에는 100만 이상의 해군 병사가 있었는데, 라자라자 1세(985-1014)의 치세 동안 촐라의 영토는 확장을 거듭해 몰디브에서 안드라프라데시의 고다바리 강 유역까지 뻗어 있었으며, 1010년부터 1153년까지 라자라자 1세의 후계자들은 계속 확장하여 촐라 제국을 남아시아와 동남아시아의 군사, 경제 및 문화 강국으로 만들었다. :215 이 기간 동안 촐라 해군은 갠지스강을 따라 팔라 제국의 파탈리푸트라 원정과 서기 1025년 촐라의 스리위자야 침공을 통해 제국 확장을 도왔으며, 지속적으로 중국에 사절단을 파견하였다.:158 라젠드라 촐라의 해군이 스리위자야에서 거둔 승리는 수세기의 해군 전통의 절정을 상징하였으며, 이 다차원적 힘을 통해 촐라는 몰디브에서 필리핀과 북인도에 이르는 광대한 해양 제국과 로마에서 중국으로 이어지는 해상 무역로에 대한 군사적, 정치적, 문화적 헤게모니를 달성할 수 있었다. 이 시기 스리랑카와 몰디브의 정복 및 중국에 파견된 대사관은 촐라 해군의 성공을 보여주는 사례이며, 동시기에 수많은 동남아시아 왕국에서 촐라 제독들이 외교관으로 활동하기도 하였다. 13세기부터 촐라와 남인도 안드라-칸나다 지역의 찰루키아 간의 육상전이 벌어지고 판디아 또한 부상하기 시작하면서 촐라 해군은 점차 쇠퇴하였지만, :175 이들의 활동으로 동남아시아의 언어, 예술, 건축 및 종교에 인도 문화의 유산이 지속되는 결과를 가져오는 등 그 영향력은 여전하며, 이는 오늘날 발리 힌두교와 참 문화의 사례에서 확인할 수 있다.

## 경제
촐라 제국의 주요 수입원은 토지세와 무역세로, 수확된 농산물의 3분의 1을 세금으로 거두었다. 세금은 화폐나 현물로 거두었고, 토지는 생산되는 산물에 따라 각기 다르게 분류되었으며 그에 대한 세금은 생산된 양에 의해 결정되었다. 이 밖에도 무역과 광산, 염전 등을 통해 얻어지는 세금은 국가의 경제를 풍요롭게 하는 데 많은 도움을 주었다.
면직물은 촐라 제국의 주요 수출품 중 하나였는데, 초기 촐라 왕국의 수도였던 우라이유르는 면직물의 주요 생산지였으며, 이곳의 면직물 산업을 담당하는 직공 길드가 형성되기도 하였다. 직공은 모든 도시에서 자체 주거 부문을 가지고 있었으며, 후기에는 살리야르와 카이콜라르 주축의 직공 공동체들이 면직물 산업을 주도하였다. 촐라 제국 시대에 비단 직물은 높은 수준에 도달했으며 칸치푸람은 비단 직물의 주요 중심지 중 하나가 되었다. 쳄비안 마데비와 같은 촐라 군주들이 금속 장인들에게 후원을 확대하면서 금속 산업 또한 발달하여 제철 산업이 크게 발달하였는데, 이들에 의해 가공된 우츠 강은 후에 다마스쿠스 강으로 알려지며 중동 및 유럽에도 전파되는 등 촐라의 주요 수출품이 되었다.
농부들은 사회에서 가장 높은 지위 중 하나를 차지했는데, 이들은 경제적으로 강력한 카스트 집단인 벨라라르 공동체를 형성하였고 이 벨라라르 공동체는 촐라 제국의 지배층으로서 군림하기도 하였다. 이와 같이 농업이 촐라 공동체에서 중요한 비중을 차지하였기 때문에 촐라 황제들은 주요 수입원의 근간이 되는 농산물의 수확을 더 증진시키기 위하여 카베리강에 여러 개의 댐을 건설하고 호수를 만들었다.
촐라 전국 각지에는 조직화된 상인 길드가 대내 상업을 주도하였으며 이들에 의해 금속 산업과 보석상 예술은 높은 수준에 도달하였다. 해상 무역을 주도하는 길드인 나나데시는 상선들을 보호하기 위해 용병들을 고용하였으며, 칸치푸람과 마말라푸람과 같은 대규모의 항구 도시에는 "나가람"이라고 불리는 상인들의 현지 조직들도 존재하였다.

### 대외 무역
서기 9세기 말경, 인도 남부의 국가들은 광범위한 해상 및 상업 활동을 발전시켰다. 인도 아대륙의 서쪽과 동쪽 해안을 모두 소유하고 있는 촐라는 이러한 모험의 최전선에 있었다. 중국의 당나라, 샤일렌드라 왕조 치하의 말라야 군도에 있는 스리위자야, 그리고 바그다드의 아바스 칼리파국은 당시 촐라의 주요 무역 파트너였다.
촐라 제국은 9세기 말부터 동남아시아에 광범위한 해양 및 상업 활동을 전개하였는데, 이때 촐라 해군의 지원을 받으며 활동한 마니그라맘과 아야볼레 등의 길드들이 대내외 무역에서 모두 중요한 역할을 했으며, 라젠드라 1세때 촐라 제국이 스리비자야와 스리랑카섬으로 진출하면서 마니그라맘과 아야볼레 등의 길드들이 촐라 본토뿐만 아니라 스리비자야 지역에도 길드 거점을 형성해 활동하기도 하였다.
1025년 라젠드라 1세가 이끄는 촐라 해군이 동남아시아의 해상 강국인 스리비자야 해군을 격파한 이후 촐라는 인도양 무역의 중심지로 기능하였으며, 중국, 스리위자야, 아바스 칼리파국 등과 주로 교류하기 시작하였다.
특히 코끼리와 말을 얻으려 촐라 제국에 방문한 중국 상인들에게 숙박시설과 선물, 경비원들을 제공하였다는 기록이 존재하는 것으로 보아 중국과의 무역이 꽤 성행한 것으로 보인다. 당나라의 쇠퇴로 인한 문제가 발생하는 동안 중국은 외국 무역상에게 위험해졌으며 스리위자야 제국은 중국으로부터의 무역 이동으로 이익을 얻었고 타밀 무역을 위한 교환소 역할을 했다. 당나라의 뒤를 이은 송나라가 중원을 평정하자 다시 무역이 번성하기 시작했다. 몇몇 무역 대표단이 수익성 있는 라이선스를 제공하는 촐라를 포함한 많은 나라에 파견되었으며, 촐라는 이 기회를 적극 활용하여 중국에 여러 무역 사절단을 파견했다.
또한 송나라의 기록에는 1077년에 촐라 사절단이 중국 지역을 방문했다는 내용이 존재하는데 해당 기록에는 촐라의 군주를 티화키아로로 지칭하고 있으며, 이 사절단은 무역 벤처로서 이들은 유리 제품과 향신료를 포함한 일부 조공품을 바친 대가로 81,800현의 구리 동전을 회사품으로 가지고 귀환하였다. 당시 촐라 제국의 황제였던 쿨리안훙가 1세에 대해서도 기록된 것으로 보아 단순히 중국과의 무역 활동뿐만 아니라 사신들을 파견하는 외교 관계 또한 가졌던 것으로 보이며, 촐라 제국의 사신들이 유리와 향신료를 포함한 공물을 조공으로 바치고 대신에 송나라 화폐를 얻어오는 등 일종의 조공 무역이 행해진 것으로 보인다.
수마트라에서 발견된 단편적인 타밀 비문에는 촐라국에서 가장 유명한 상인 길드인 나나데사 티사이야이라투 아인누트루바르의 이름이 기록되어 있는데, 이 비문은 1088년 경으로 거슬러 올라가며, 촐라 시대에 활발한 해외 무역이 있었음을 분명히 증명하고 있다.

## 사회
촐라 시대에는 여러 길드, 지역 사회 및 카스트가 등장했다. 길드는 남인도에서 가장 중요한 기관 중 하나였으며 상인들은 길드를 조직하여 활동하였다. 안주반남과 발란지야르와 같은 다른 길드도 존재했지만 가장 잘 알려진 것은 마니그라맘과 아야볼레 길드이다. 농부들은 사회에서 가장 높은 지위를 차지했는데, 이들은 귀족층인 벨라라르 공동체를 구성할 정도로 경제적으로 강력한 그룹이었다. 벨라라르 공동체는 촐라의 지배층 세속 귀족 계급으로, 재판관들, 군 장교들, 관료제 하층 계급, 농민 상류층 대부분이 이 공동체 출신이었다. 벨라라르 일부는 스리랑카 북부로 이주해 정착하기도 하였다. 울라바르 공동체는 농업과 관련된 현장에서 일하고 있었고 농민은 칼라마르로 알려졌다.
카이콜라르 공동체는 직조자이자 상인이었지만 군대에서도 활동하였다. 촐라 제국 시기에 직공 및 상인과 같은 하위층들이 성장하면서 성전 관리와 토지 소유권에 큰 변화가 있었는데, 본래 브라만들만 담당하던 성전 관리에 비브라만 카스트들이 참여할 수 있게 되었고, 토지 소유권 또한 브라만과 벨라라르만이 아닌 다른 계급 출신의 사람들도 토지 소유권을 지닐 수 있도록 바뀌었다. 촐라 제국에는 신분 제도가 존재했지만 계급 간의 통혼이 허용되었으며 이를 통해 계속해서 새로운 계급이 형성되었다. 여성의 지위도 비교적 좋은 편으로 사회·종교적 행사에 자유롭게 참여하는 등 힌두 사회의 수많은 제약으로부터 자유로웠다. 뿐만 아니라 여성에게도 상속권이 보장되어 여성도 자신의 재산을 가질 수 있었다. 촐라 제국에서는 여성의 사티가 그리 성행하지 않았으며 결혼은 대체로 일부일처제였다.

## 교육 및 의료
촐라 제국은 만디르 주변을 중심으로 인프라의 발전을 적극적으로 추진하였는데, 만디르 주변에 교육 기관과 병원을 설립하고 만디르 역할의 유익한 측면을 강화했으며, 황족을 매우 강력하고 상냥한 존재로 투영했다.
촐라 제국 시대에 기록된 비문은 촐라인들의 수준높은 문해력을 보여주는데, 비문의 내용은 궁정 시인이 작성했으며 재능있는 장인이 새겼다. 현대적 의미의 교육은 중요하지 않은 것으로 간주되었다. 일부 마을 협의회가 학교를 조직하여 어린이들에게 읽고쓰기의 기초를 가르치도록 했다는 정황 증거가 있다. 대중을 위한 체계적인 교육 시스템의 기록은 없지만, 직업 교육이 아버지가 자신의 기술을 아들에게 전수하는 훈련을 통해 이루어졌다는 기록은 존재한다. 대중을 위한 교육의 매개체로 타밀어를 활용하였으며, 힌두교 수도원은 교육의 중심지로서 정부의 지원을 받았다. 비라라젠드라 촐라 시기의 촐라 기록에 따르면, 이러한 시설들은 베다, 샤스트라, 문법 및 학생들을 위한 병원, 연구를 위한 사원 내 자난나만다파의 학교 유지와 관련이 있는데, 학생들은 토요일에 음식, 목욕용 기름 및 애완동물용 기름을 제공받았다.
병원은 정부가 그 목적을 위해 땅을 제공한 촐라 황제에 의해 유지되었는데, 티루무쿠달 비문은 비라솔란이라는 병원이 비라 촐라의 이름을 따서 명명되었음을 보여주며, 촐라 황후 쿤다바이는 탄자부르에 병원을 설립하고 영구 유지 관리를 위해 토지를 제공하기도 하였다. 많은 질병이 병원의 의사들에 의해 치료되었으며, 주치의는 매년 80칼람의 논, 8카수스 및 토지 보조금을 지급받았다. 의사 외에 다른 유급 직원에는 간호사, 이발사(경미한 수술을 수행하는 사람) 및 뱃사공이 포함되었다. 비라솔란 병원에서는 아픈 사람들을 위해 다섯 개의 침대가 제공되었으며, 편의를 위한 쌀, 의사, 외과 의사, 환자 간호를 위한 2명의 하녀 및 병원의 일반 하인들이 존재하였다.

## 관개 및 치수
촐라 제국 시기 동안 타밀나두 전역과 특히 카베리 분지에서 엄청난 농업 확장이 있었다. 우야콘단 운하, 라젠드란 바으칼(Rajendran vaykkal), 셈비안 마하데그비 바으칼(Sembian Mahadegvi vaykkal) 등 카베리강의 운하 대부분이 이 시기에 지어졌다. 마을 수준에서 위쪽으로 잘 발달되고 매우 효율적인 치수 관리 시스템이 있었다. 에리-바리암(탱크 위원회) 및 토타-바리암(정원 위원회)과 같은 위원회는 토지, 인력 및 돈에 대한 방대한 자원을 가진 사원으로도 기능하였다. 촐라시대에 등장한 수조는 나열하기 어려울 정도로 많다. 특히 라젠드라 촐라는 그의 수도인 강가이콘다 촐라푸람에 솔라강감이라는 거대한 물탱크를 건설했는데, 길이가 약 16마일인 그곳에는 인근 지역의 땅에 관개를 하기 위한 수로가 제공되었다. 오늘날에도 중요한 관개 공급원으로 보이는 이 시기의 또 다른 매우 큰 호수로는 파란타카 촐라가 남 아르콧 카툼안나르코일 인근에 지은 비라나메리가 있으며, 이외에도 마두란타캄, 순다라-촐라페레리, 쿤다바이-페레리 등의 유명한 호수들이 이 시기에 지어졌다.

## 문화적 유산

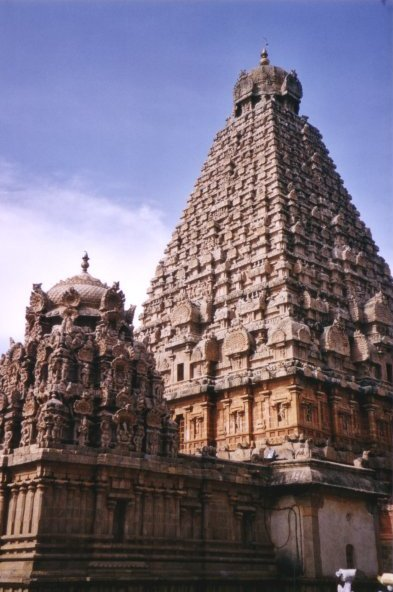
촐라 제국 시대에 탄자부르에 건설된 브리하디스와라 만디르

촐라의 통치 아래 타밀 지역은 예술, 종교, 음악 및 문학 분야에서 새로운 수준의 우수성에 도달했다. 이 모든 영역에서, 촐라 시대는 팔라바 시대 초기에 시작된 운동의 정점을 찍었다. 장엄한 사원 형태의 기념비적 건축물과 석조와 청동 조각은 이전 시기의 인도에서 달성할 수 없었던 수준에 이르렀다.
촐라의 카다람(케다)과 스리비자야 정복 및 중화 제국과의 지속적인 상업적 접촉을 통해 촐라가 지역 문화에 영향을 미칠 수 있었다. 오늘날 동남아시아에서 발견되는 힌두교 문화의 영향은 촐라의 유산으로 인한 것이다. 예를 들어, 인도네시아의 프람바난에 있는 거대한 사원 단지는 남인도 건축과 많은 유사점을 보인다.
믈라카 술탄국의 통치자들은 말레이 연대기 《세자라 멜라유》에서 자신들이 촐라 황제의 후손이라고 주장하였다. 오늘날 말레이시아에는 페락주의 라자 쿨란처럼 이름이 촐란 또는 출란으로 끝나는 많은 왕자가 존재하고 있다. 촐라 통치는 오늘날 말레이시아에서 기억되고 있으며, 이름이 촐란 또는 출란으로 끝나는 수많은 제후들이 존재하고 있는데, 그 중 하나가 페락주의 라자 쿨란이다.

### 건축 및 미술

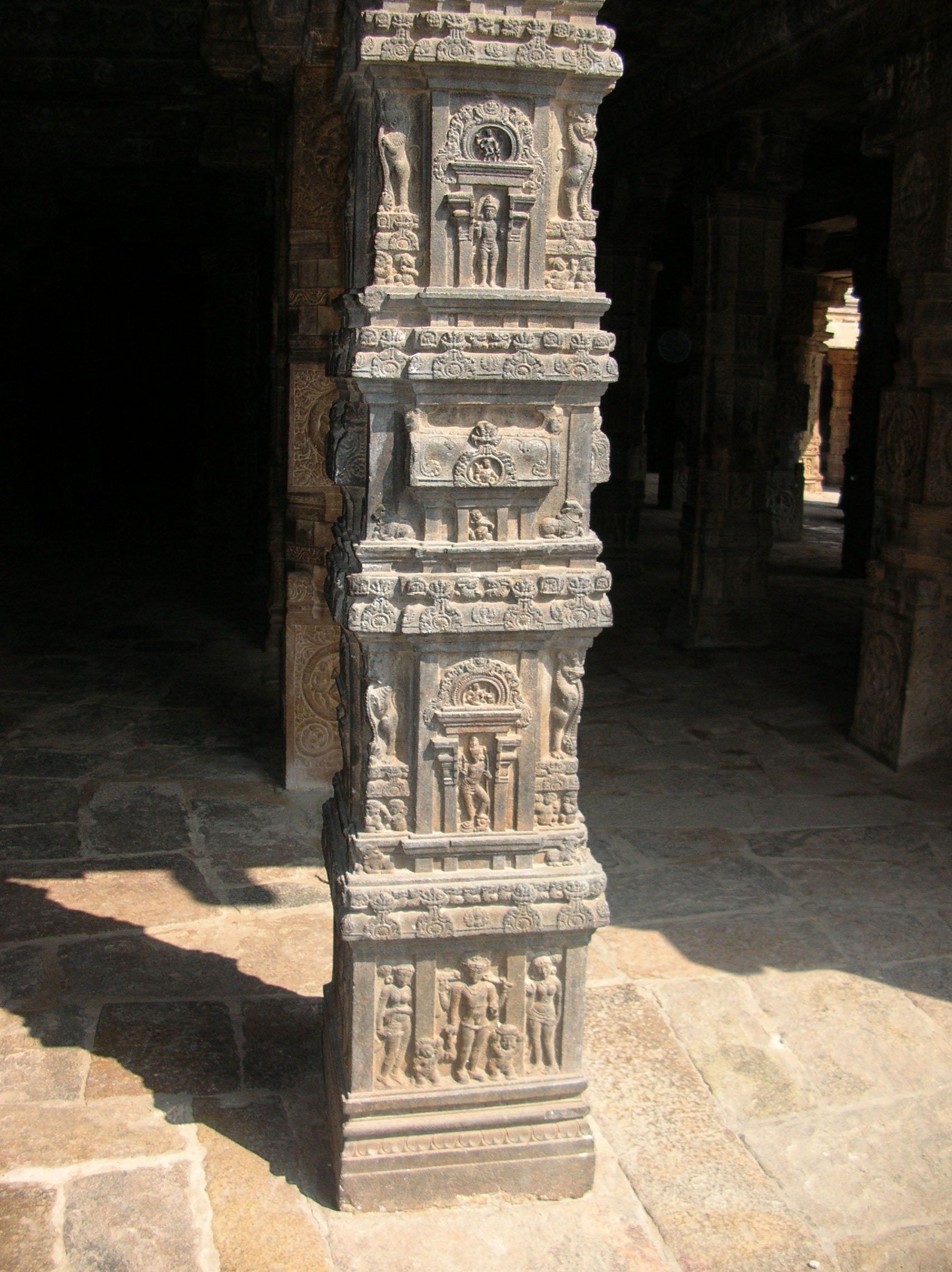
정교하게 장식된 기둥과 풍부하게 조각된 벽이 있는 다라수람의 아이라바테스와라 사원은 촐라 미술과 건축의 고전적인 예시이다.

촐라는 팔라바 왕국의 만디르 건축술을 물려받아 드라비다식 만디르 건축술을 크게 발전시켰다. 촐라 제국은 카베리강변에 많은 시바파 힌두교 만디르를 지었으며, 후세 사원의 양식은 아디티야 1세와 파란타카가 공식화시켰다. 촐라 사원 건축은 팔라바 왕조가 물려준 과거의 풍부한 전통을 표면적으로 계승함과 동시에 그 웅장함과 섬세한 솜씨로 높은 평가를 받았다. 건축 역사가 제임스 페르구손은 "촐라 예술가들은 거인처럼 잉태되어 보석상처럼 완성되었다"고 말했다. 후기 드라비다 건축을 대표하는 촐라 예술의 새로운 발전은 판디아 왕조 시대에 점차 형태를 취하고 성숙해진 사원의 외곽에 고푸람이라는 거대한 관문을 추가한 것이다. 촐라의 건축 및 예술은 동남아시아로 확산되며 동남아시아의 건축과 예술에 영향을 미쳤다.
사원 건축은 라자라라 1세와 그의 아들 라젠드라 1세의 정복 및 천재성으로 큰 자극을 받았다. 촐라 건축의 성숙함과 웅장함의 발전은 탄자부르와 강가이콘다 촐라푸람의 두 사원에서 확인할 수 있다. 1009년경에 완공된 탄자부르의 장엄한 시바파 만디르인 브리하디스와라 만디르는 라자라자 시대의 물질적 업적을 상징하는 적절한 기념물로, 당시 모든 인도 사원 중 가장 크고 높은 규모를 지니며 남인도 건축의 정점에 서 있다. 강가이콘다 촐라푸람에 있는 강가이콘다촐리스바람 사원은 라젠드라 1세가 전임자를 능가하기 위해 건설한 것이다. 탄자부르 사원이 건설된지 불과 20년 후인 1030년경에 같은 양식으로 완성되었으며, 외관이 더 정교해짐에 따라 라젠드라가 통치하는 촐라 제국이 더 풍요로워진 상태임이 증명되었다. 이 두 사원은 다라수람에 위치한 아이라바테스바라 사원과 함께 대 촐라 사원이라는 유네스코 세계문화유산으로 지정됨으로써 오늘날에도 그 역사적 가치를 인정받고 있다.

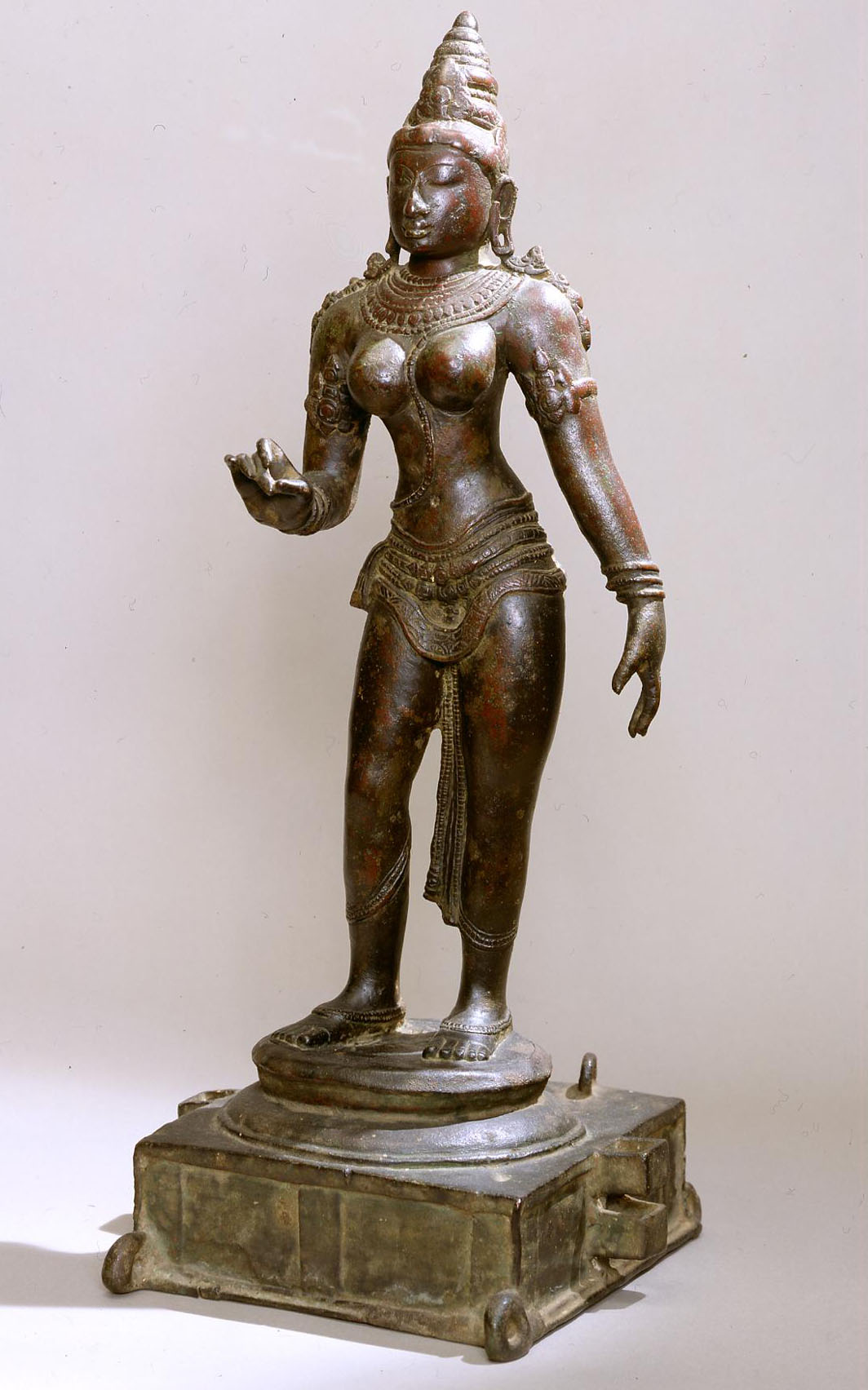
얼스터 박물관의 촐라 청동상

촐라 시대는 조각품과 청동으로도 유명하다. 촐라 시대의 조각품은 힌두교의 유지의 신 비슈누와 그의 배우자 락슈미나 파괴의 신 시바의 다양한 모습들을 묘사한 작품들이 대부분으로, 일반적으로 오랜 전통에 의해 확립된 도상학적 관습을 따랐지만 조각품에 고전적인 우아함과 웅장함을 가미하려고 하던 11세기 및 12세기의 촐라 조각가들은 이전보다 더 자유로운 방식으로 작품들을 조각하였으며, 이 양식으로 만들어진 작품들 중 가장 훌륭한 사례로 춤추는 나타라자 동상을 들 수 있다.

### 문학
촐라 제국 시대는 타밀 문학의 황금기로서, 《라자라제스바라 나타캄》, 《비란우카비얌》 및 《칸니바나 푸라남》 등 수많은 문학 작품들이 만들어졌다.
힌두교의 부흥은 수많은 사원의 건설을 촉진시켰고, 이들은 차례로 시바파와 비슈누파의 경전 문학을 낳았다. 자이나교와 불교 문학가들도 존재했지만, 몇 세기 전보다 적은 수의 사람들이 있었다. 티루타카테바르의 《지바카친타마니》와 톨라몰리의 《술라마니》는 비힌두교적인 색채가 가미된 대표적인 촐라 문학이다. 촐라의 불교 문학에서는 타밀어 문법에 "비라솔리얌"이라는 텍스트를 썼다. 주석은 전쟁의 윤리를 언급하는 《톨카피얌》이라는 작품에 사용되었다. 《페리아푸라남》 또한 촐라 문학의 대표적인 작품들 중 하나인데, 촐라의 국민 서사시인 이 작품은 촐라 제국에 사는 모든 사람들에 대한 이야기를 서사로 엮였다.
쿨루퉁가 촐란 치세 동안 번성한 촐라 문학가인 쿨반은 발미키가 지은 《라마야나》를 촐라 문학으로 재구성하여 《라마바타람》이라는 작품을 저술하였으며, 이 서사시에서 라마찬드라가 다스리는 코살라는 촐라의 이상적인 모습으로 여겨졌다.
자얌콘다르가 저술한 《칼링가투파라니》는 역사와 가상의 관습 사이에 명확한 경계를 그리는 서사시의 한 예로서, 이 서사시는 쿨루퉁가 1세때 칼링가 지역을 중심으로 일어난 전쟁을 묘사하고 전쟁의 화려함과 전투의 상황뿐만 아니라 전쟁의 참혹함도 묘사하였다. 또 다른 촐라 시인인 오타쿠탄은 촐라 황제들의 미덕을 칭찬하는 시인 《쿨루퉁가 촐란 울라》를 쓰기도 하였다.
《난눌》은 촐라 시대의 타밀어 문법을 다루는 문학으로, 타밀어의 주요 5가지 문법을 모두 다루는 이 작품은 오늘날 가장 유명한 타밀어 문법 규범서 중 하나로 평가받고 있다.
촐라 제국에서는 타밀 문학뿐만 아니라 텔루구어 문학 또한 발전하였는데, 티캇나 소마야지, 아빈나바 단디 케타나, 마라나 및 소마나 등의 저명한 텔루구어 시인들이 이 시대에 활동하며 텔루구어 문학을 번성시켰다. 티캇나 소마야자는 《니르바차노타라 라마얀나무》와 《안드라 마하바라타무》를, 아빈나바 단디 케타나는 《다사쿠마라차리트라무》, 《비즈난네스와라무》 및 《안드라 바샤브샤나무》를 저술하였으며, 마라나는《마르칸데바 푸라나》, 소마나는 《바사바 푸라나》를 저술하였다. 티캇나는 마하바라타를 텔루구어로 번역한 카비트리얌 중 한 명이다.
신앙 문헌 중에서 시바파 정경을 11권으로 정리한 것은 10세기 말에 살았던 남비 안다르 남비의 작품이다. 후기 촐라 시대에는 상대적으로 적은 비슈누파 작품이 작곡되었는데, 이는 아마도 그들에 대한 통치자의 명백한 적대감 때문일 것이다.

### 종교

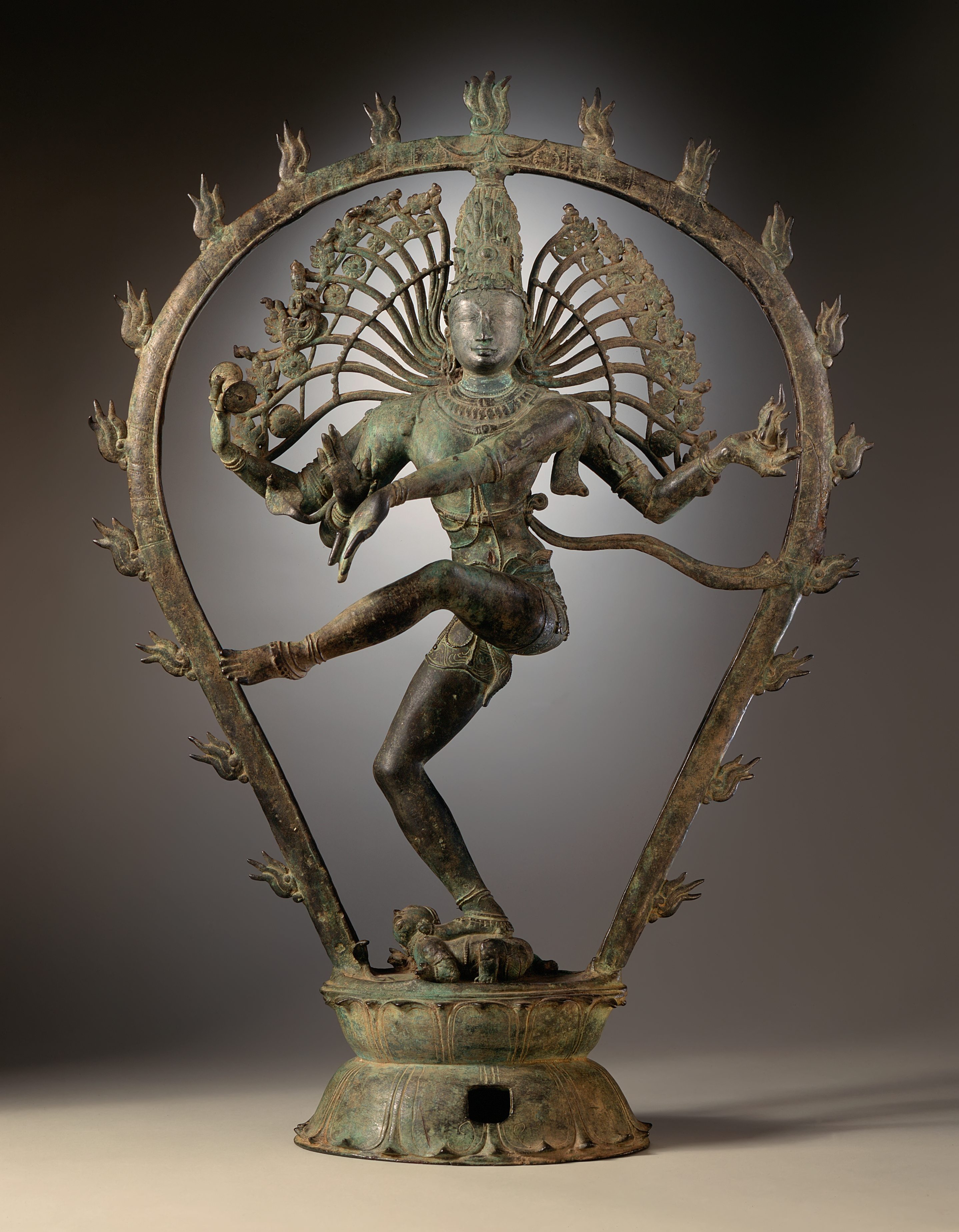
촐라의 나타라자 동상

촐라의 주류 종교는 힌두교였다. 이들은 팔라바와 판디아 왕조의 왕들처럼 불교와 자이나교의 부상에 흔들리지 않았다. 초기 촐라 시대의 힌두교도인 코센간난은 상감 문학에서 리쉬로 묘사되며 시바파 힌두교도들에 의해 칭송받았다.
촐라 제국은 주신인 시바를 모시는 만디르들을 많이 지었지만 촐라 제국의 황제인 아디트야 1세가 시바와 비슈누를 위한 만디르를 지었다는 기록이 존재하기 때문에 촐라 제국이 시바파 힌두교만을 믿었다고 단정지을 수는 없다. 890년대의 촐라 비문에 따르면 아디트야 1세는 서강가 왕국 서부의 스리랑가파트남에 있는 랑가 나타 사원 건축에 기여했는데, 이 지역은 그의 봉토였으며 결혼으로 연결되어 있었다.
파란타카 2세는 카베리강 유역에 있는 안빌의 기대하는 비슈누(Vadivu Azhagiya Nambi)의 신봉자로서 비슈누에게 많은 선물과 장식을 봉헌하거나 시바와 비슈누를 위한 수많은 만디르들을 건축하였으며,, 칸치와 아코트를 되찾기 위해 라슈트라쿠타를 공격하거나 판디아와 스리랑카에 대한 원정대를 파견하는 등의 전쟁을 시행하기 이전에 비슈누에게 기도를 올렸다. 라자라자 1세는 스리비자야 왕인 스리 출라마니바르만의 요청에 따라 나가파티남에 존재하던 불교 수도원인 추다마니 비하라를 개축하기도 하였다.
후기 촐라 시대에 비슈누파, 특히 그들의 종교 지도자인 라마누자에 대한 박해가 있었다는 주장이 있다. 이 주장에 따르면, 크리미칸타 촐라라고 불리는 촐라 황제는 라마누자를 박해했다고 하며, <파르파난나므리탐>이라는 17세기 문학에서도 크리미칸다가 치담바람 나타라자 만디르에서 고빈다라자 신상을 제거했다고 기록되어 있다. 일부 학자들이 크리미칸타 촐라를 쿨루퉁가 2세와 동일시하지만, 스리랑감 사원의 기록에 따르면 쿨루퉁가 2세는 크리미칸타 촐라의 아들로 크리미칸타와 달리 비슈누파를 지지하였고, 라마누자는 쿨루퉁가 2세를 그의 조카인 다사라티의 제자로 삼았으며 그 후 왕은 라마누자의 소원에 따라 다사라티와 그의 후손들에게 랑가나타스와미 사원의 관리를 허락했다고 한다. 역사가 닐라칸타 샤스트리는 크리미칸타 촐라와 아디라젠드라 촐라, 비라라젠드라 촐라를 구별하였다. 서기 1160년의 비문에 따르면 비슈누파와 사회 관계를 가진 시바파 힌두교 사원의 관리인은 재산을 몰수당한다는 내용이 명시되어 있지만, 이것은 촐라 황제가 공식적으로 선포한 칙령이 아닌 시바파 힌두교 공동체에서 규정한 규범으로 보인다. 촐라 황제가 시바를 위해 촐라 내에서 가장 큰 힌두교 사원을 지었고 라자라자 1세와 같은 황제가 "시바파다세카란"라는 별칭을 사용하긴 했지만, 그들의 비문에서 촐라 황제는 촐라 제국이 시바파 힌두교만을 믿거나 시바파 힌두교가 촐라 제국의 국교라고 명시한 내용은 없다.

## 역대 황제
| 군주           | 군주 | 재위      | 비고 |
| -------------- | ---- | --------- | --- |
| 비자얄라야     |      | 848–870   | 전기 촐라의 후신인 촐라 제국의 창건자. |
| 아디티야 1세   |      | 870–907   | |
| 파란타카 1세   |      | 907–955   | |
| 간다라디티야   |      | 955–957   | |
| 아린자야       |      | 956–957   | |
| 파란타카 2세   |      | 957–970   | |
| 웃타마         |      | 970–985   | |
| 라자라자 1세   |      | 985–1014  | |
| 라젠드라 1세   |      | 1014–1018 | |
| 라자디라자 1세 |      | 1018–1054 | |
| 라젠드라 2세   |      | 1054–1063 | |
| 비라라젠드라   |      | 1063–1070 | |
| 아티라젠드라   |      | 1070      | |
| 쿨로퉁가 1세   |      | 1070–1122 | 라젠드라 1세의 딸인 아만가이 데비 촐라와 동찰루키아 왕조의 통치자 라자라 나렌드라의 아들이다. 콜로퉁가의 치세에 후기 촐라가 시작되었다.                 |
| 비크라마       |      | 1122–1135 | |
| 쿨로퉁가 2세   |      | 1135–1150 | 선대 황제의 손자. |
| 라자라자 2세   |      | 1150–1173 | |
| 라자디라자 2세 |      | 1173–1178 | 비크라마 촐라의 손자. |
| 쿨로퉁가 3세   |      | 1178–1218 | |
| 라자라자 3세   |      | 1218–1256 | |
| 라젠드라 3세   |      | 1256–1279 | 판디아 왕조의 순다라 판디안 1세에게 패배하며 마지막 촐라 황제가 되었다. 전쟁이 끝난 후, 남아 있던 촐라 황족들은 판디아군에 의해 토후의 지위로 전락했다. |

### 인용주
1. ↑  "쿨로퉁가 1세를 나타내는 것으로 추정된다.

### 참조주
1. ↑  David Shulman (2016). 《Tamil》. Harvard University Press. 150쪽. ISBN 978-0-674-97465-4. One thing, however, is certain: the Cholas were happy to use Tamil as an official state language, along with Sanskrit...
2. ↑  Kaimal, Padma (May 1992). “Art of the Imperial Cholas. By Vidya Dehejia. New York: Columbia University Press, 1990. xv, 148 pp. 36.00”. 《The Journal of Asian Studies》 (book review) (영어) 51 (2): 414–416. doi:10.2307/2058068. ISSN 1752-0401. JSTOR 2058068. S2CID 163175500.
3. ↑  K. A. Nilakanta Sastri, A History of South India, p. 158
4. ↑  K. A. Nilakanta Sastri, A History of South India, p. 195–196
5. ↑  Keay 2011, 215쪽.
6. ↑  Vasudevan, pp. 20–22
7. ↑  Keay 2011, 217–218쪽.
8. ↑  Promsak Jermsawatdi, Thai Art with Indian Influences, p. 57
9. ↑  John Stewart Bowman, Columbia Chronologies of Asian History and Culture, p. 335
10. ↑  Sen (1999), 477–478쪽
11. 1 2 3  Dehejia (1990), xiv쪽
12. ↑  Kulke & Rothermund (2001), 122–123쪽
13. ↑  Eraly (2011), 67쪽
14. ↑  Sen (1999), 373쪽
15. 1 2 3 4 5  Kulke & Rothermund (2001).
16. ↑  Eraly (2011), 68쪽
17. ↑  “Endowments to the Temple”. Archaeological Survey of India.
18. ↑  최현우 (2018). 《고대인도왕국·무굴제국(생각하는 힘 세계사컬렉션)》. 살림출판사. 126쪽. ISBN 9788952238511.
19. ↑  The Dancing Girl: A History of Early India by Balaji Sadasivan p.133
20. ↑  A Comprehensive History of Medieval India, by Farooqui Salma Ahmed, Salma Ahmed Farooqui p.25
21. ↑  Power and Plenty: Trade, War, and the World Economy in the Second Millennium by Ronald Findlay, Kevin H. O'Rourke p.67
22. ↑  History Without Borders: The Making of an Asian World Region, 1000-1800 by Geoffrey C. Gunn p.43
23. ↑  Sen (2009), 91쪽
24. ↑  Buddhism, Diplomacy, and Trade: The Realignment of Sino-Indian Relations by Tansen Sen p.226
25. ↑  Kalā: The Journal of Indian Art History Congress,  The Congress, 1995, p.31
26. ↑  Sastri (1984), 194–210쪽
27. ↑  Majumdar (1987), 407쪽
28. ↑  Between 2 Oceans (2nd Edn): A Military History of Singapore from 1275 to 1971 by Malcolm H. Murfett, John Miksic, Brian Farell, Chiang Ming Shun p.16
29. ↑  South India by Stuart Butler, Jealous p.38
30. ↑  Asia: A Concise History by Arthur Cotterell p.190
31. ↑  Paine (2014), 281쪽
32. ↑  History of Asia by B.V. Rao p.211
33. ↑  Majumdar (1987), 405쪽
34. ↑  Chopra, Ravindran & Subrahmanian (2003), 120쪽
35. ↑  Majumdar (1987), 408쪽
36. ↑  Government Oriental Manuscripts Library. 《Madras Government Oriental Series, Issue 157》. Tamil Nadu, India. 729쪽.
37. ↑  ndia: The Most Dangerous Decades by Selig S. Harrison p.31
38. ↑  Sastri (2002), 184쪽
39. 1 2  Tripathi (1967), 471쪽
40. ↑  Sastri (2002), 194쪽
41. 1 2  Tripathi (1967), 472쪽
42. ↑  Majumdar (1987), 410쪽
43. ↑  Sri Venkatesvara Oriental Institute. 《Journal of the Sri Venkatesvara Oriental Institute, Volumes 5-7》. 64쪽.
44. ↑  Sailendra Nath Sen. 《Ancient Indian History and Civilization》. New Age International, 1999. 487쪽.
45. ↑  South India and Her Muhammadan Invaders by S. Krishnaswami Aiyangar p.40-41
46. ↑  Sastri (2002), 195–196쪽
47. ↑  Sastri (2002), 196쪽
48. ↑  Tripathi (1967), 485쪽
49. ↑  Sastri (2002), 197쪽
50. 1 2  Chopra, Ravindran & Subrahmanian (2003), 130쪽
51. ↑  P. K. S. Raja (1966). 《Mediaeval Kerala》. Navakerala Co-op Publishing House. 47쪽.
52. ↑  Ē. Kē Cēṣāttiri (1998). 《Sri Brihadisvara, the Great Temple of Thanjavur》. Nile Books. 24쪽.
53. ↑  Stein, Burton (1990). 〈Vijayanagara〉. 《The New Cambridge History of India》 1. Cambridge University Press. 57쪽.
54. ↑  The Rajahnate of Cebu, The Bulwagan Foundation Trust.
55. ↑  William Henry Scott (1992), Looking for the Prehispanic Filipino: and other essays in Philippine history, New Day Publishers, ISBN 978-971-10-0524-5.
56. 1 2 3 4  Vasudevan (2003).
57. 1 2 3 4 5 6  Singh (2008).
58. ↑  History of India by N. Jayapalan p.171 ISBN 81-7156-914-5
59. ↑  Talbot (2001), 172쪽.
60. ↑  Singh (2008), 590쪽
61. ↑  Administrative System in India: Vedic Age to 1947 by U. B. Singh p.77
62. ↑  고대인도왕국·무굴제국 새로 쓰는 인도사, 살림출판사 저 128 ~ 129쪽
63. ↑  Sastri (2002), 185쪽
64. ↑  Sastri (1984), 477쪽
65. ↑  Sakhuja & Sakhuja (2009).
66. ↑  Barua (2005).
67. ↑  The kings themselves used to fight in battlefields riding on such war elephants. There are a few occasions of the king dying in the battlefield on these elephants. Parantaka I's son Rajaditya died at Sripurambayam. The Chola king Rajadhiraja Chola I died on an elephant fighting the Chalukya army at Thakolam The epithet Yanai-mel-thunjiya (who died on an elephant) is attached to these kings in their inscriptions indicating their valour.
68. ↑  Dehejia (1990).
69. ↑  Subbarayalu (2009).
70. 1 2  Eraly (2011).
71. ↑  Rajasuriar (1998).
72. ↑  Sen (1999).
73. ↑  Technology and Society by Menon R.V.G. p.15
74. ↑  Stein (1980).
75. ↑  Lucassen & Lucassen (2014).
76. 1 2  https://timesofindia.indiatimes.com/city/chennai/when-chola-ships-of-war-anchored-on-the-east-coast/articleshow/63260602.cms
77. ↑  Majumdar (contains no mention of Maldives)
78. ↑  Keay, John (12 April 2011), India - A History, Open Road + Grove/Atlantic, ISBN 978-0-8021-9550-0.
79. ↑  Meyer, p. 73
80. ↑  Sastri, K. A. Nilakanta (1955). 《A History of South India: From Prehistoric Times to the Fall of Vijayanagar》. Oxford University Press.
81. ↑  The Pearson General Studies Manual 2009, 1/e by Showick Thorpe Edgar Thorpe p.59
82. ↑  고대인도왕국·무굴제국 새로 쓰는 인도사, 살림출판사 저 128쪽
83. ↑  Devare (2009).
84. 1 2 3  Ramaswamy (2007).
85. ↑  Trade and Politics on the Coromandel Coast: Seventeenth and Early Eighteenth centuries by Radhika Seshan p.18
86. ↑  Indian Textiles: Past and Present by G. K. Ghosh, Shukla Ghosh p.123-124
87. ↑  Kanchipuram: Land of Legends, Saints and Temples by P. V. L. Narasimha Rao p.134
88. ↑  Mukherjee (2011).
89. ↑  History of People and Their Environs: Essays in Honour of Prof. B.S. Chandrababu by S.Ganeshram p.319
90. 1 2  Gough (2008).
91. 1 2 3 4  Mukund (1999).
92. ↑  Rothermund (1993).
93. ↑  Buddhism, Diplomacy, and Trade: The Realignment of Sino-Indian Relations by Tansen Sen p.159
94. 1 2 3 4  Tripathi (1967).
95. 1 2 3 4  Sastri (1984).
96. ↑  Buddhism, Diplomacy, and Trade: The Realignment of Sino-Indian Relations by Tansen Sen p.156
97. 1 2  Thapar (1995).
98. ↑  Mukund (2012).
99. ↑  Hellmann-Rajanayagam (2004).
100. ↑  The Political Economy of Craft Production: Crafting Empire in South India, by Carla M. Sinopoli p.188
101. 1 2  Sadarangani (2004).
102. ↑  Sadarangani (2004), 15쪽
103. ↑  Scharfe (2002).
104. ↑  17th century Italian traveler Pietro Della Valle (1623) has given a vivid account of the village schools in South India. These accounts reflect the system of primary education in existence until the morder times in Tamil Nadu
105. 1 2 3 4 5 6 7  Sastri (2002).
106. ↑  Temple art under the Chola queens by Balasubrahmanyam Venkataraman p.72
107. ↑  Temple Art Under the Chola Queens by Balasubrahmanyam Venkataraman p.72
108. ↑  Economic History of India by N. Jayapalan p.49
109. ↑  South Indian Shrines, Illustrated by P. V. Jagadisa Ayyar p.23
110. ↑  History of Agriculture in India, Up to c. 1200 A.D. by Lallanji Gopal p.501
111. ↑  Mitter (2001), 2쪽
112. ↑  Sastri (2002), 418쪽
113. ↑  Thapar (1995), 403쪽Quote: "It was, however, in bronze sculptures that the Chola craftsmen excelled, producing images rivalling the best anywhere."
114. ↑  Kulke & Rothermund (2001), 159쪽
115. ↑  Sastri (1984), 789쪽
116. ↑  Kulke & Rothermund (2001), 159–160쪽
117. ↑  A History of Early Southeast Asia: Maritime Trade and Societal Development by Kenneth R. Hall
118. ↑  Aryatarangini, the Saga of the Indo-Aryans, by A. Kalyanaraman p.158
119. ↑  India and Malaya Through the Ages: by S. Durai Raja Singam
120. ↑  Aryatarangini, the Saga of the Indo-Aryans, by A. Kalyanaraman p.158
121. ↑  India and Malaya Through the Ages: by S. Durai Raja Singam
122. ↑  Dehejia (1990), 10쪽
123. ↑  Harle (1994), 295쪽
124. ↑  Mitter (2001), 57쪽
125. ↑  Temples of South India by V. V. Subba Reddy p.110
126. ↑  A new development in Chola art that characterised the Dravidian architecture in later times was the addition of a huge gateway called gopuram to the enclosure of the temple, which had gradually taken its form and attained maturity under the Pandya Dynasty.
127. ↑  Temples of South India by V. V. Subba Reddy p.110
128. ↑  Jermsawatdi (1979).
129. ↑  Columbia Chronologies of Asian History and Culture by John Stewart Bowman p.335
130. ↑  Tripathi (1967), 479쪽
131. ↑  Nagasamy (1970)
132. ↑  “Great Living Chola Temples”. UNESCO. 2008년 6월 3일에 확인함.
133. 1 2 3 4 5  Chopra, Ravindran & Subrahmanian (2003).
134. ↑  Mitter (2001).
135. ↑  Wolpert (1999).
136. 1 2  Ismail (1988).
137. ↑  Ancient India: Collected Essays on the Literary and Political History of southern India by Sakkottai Krishnaswami Aiyangar p.127
138. ↑  The Princeton Encyclopedia of Poetry and Poetics by Roland Greene, Stephen Cushman, Clare Cavanagh, Jahan Ramazani, Paul F. Rouzer, Harris Feinsod, David Marno, Alexandra Slessarev p.1410
139. ↑  Portraits of a Nation: History of Ancient India, by Kamlesh Kapur p.617
140. ↑  Concise Encyclopaedia Of India by Kulwant Rai Gupta, Amita Gupta p.288
141. ↑  Legend of Ram By Sanujit Ghose
142. ↑  Rays and Ways of Indian Culture By D. P. Dubey
143. ↑  Encyclopaedia of Indian literature, vol. 1, p 307
144. ↑  Spuler (1975).
145. ↑  www.wisdomlib.org (2018년 6월 23일). “The Telugu Cholas of Konidena (A.D. 1050-1300) [Part 1]”. 《www.wisdomlib.org》. 2019년 1월 7일에 확인함.
146. ↑  www.wisdomlib.org (2018년 6월 23일). “The Telugu Cholas of Konidena (A.D. 1050-1300) [Part 1]”. 《www.wisdomlib.org》. 2019년 1월 7일에 확인함.
147. ↑  Sastri (2002), 342–343쪽
148. ↑  Chopra, Ravindran & Subrahmanian (2003), 115쪽
149. ↑  Sastri (1984), 681쪽
150. ↑  Darasuram Temple Inscriptions @. Whatisindia.com (2007-01-29). Retrieved on 2013-07-12.
151. ↑  Majumdar (1987).
152. ↑  Stein (1998).
153. ↑  B. Natarajan; Balasubrahmanyan Ramachandran. 《Tillai and Nataraja》. Mudgala Trust, 1994 - Chidambaram (India) - 632 pages. 108쪽.
154. ↑  V. N. Hari Rao. 《Kōil Ol̤ugu: The Chronicle of the Srirangam Temple with Historical Notes》. Rochouse, 1961. 87쪽.
155. ↑  Mu Kōvintacāmi. 《A Survey of the Sources for the History of Tamil Literature》. Annamalai University, 1977. 161쪽.
156. ↑  C. R. Sreenivasa Ayyangar. 《The Life and Teachings of Sri Ramanujacharya》. R. Venkateshwar, 1908. 239쪽.
157. ↑  Colin Mackenzie.  T. V. Mahalingam, 편집. 《Mackenzie manuscripts; summaries of the historical manuscripts in the Mackenzie collection, Volume 1》. University of Madras, 1972. 14쪽.
158. ↑  Sarojini Jagannathan. 《Impact of Śrī Rāmānujāçārya on Temple Worship》. Nag Publishers, 1994. 148쪽.
159. ↑  Raju Kalidos. 《History and Culture of the Tamils: From Prehistoric Times to the President's Rule》. Vijay Publications, 1976. 139쪽.